# Philosophie de Martin Heidegger
Pour un article plus général, voir Martin Heidegger.
La philosophie de Martin Heidegger appartient au courant phénoménologique initié au début du  XXe siècle par Edmund Husserl. Elle se singularise par sa manière de faire renaître les plus anciennes questions de la métaphysique qui deviennent des questions concernant « les êtres humains » que nous sommes, là et maintenant. L'analytique de l'« être-là » (Dasein en allemand), c'est-à-dire de l'homme dans son existence, vise à mettre au jour les structures fondamentales de notre « exister », structures qui sont censées dégager les conditions de renouvellement de la question de l'homme et de l'Être même.

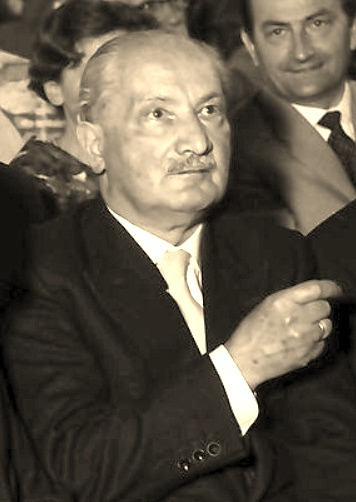
Martin Heidegger

Avec Être et Temps, l'œuvre maîtresse de cette pensée, publiée en 1927 on assiste, entre autres, à l'introduction du concept de Dasein, à une floraison de concepts nouveaux qui feront date, ainsi qu'à l'élaboration d'une « ontologie fondamentale ». Cette période sera suivie peu de temps après par des ouvrages ou des conférences abordant les thèmes de la « déconstruction » puis du « renversement » de la pensée métaphysique qui déboucheront finalement, après bien des « tournants », sur une pensée plus radicale encore visant la conceptualité de la « technique » et du « langage ».
Toute la pensée de Martin Heidegger est d'après ses propres dires dominée par la « question de l'Être » et de son sens unitaire en référence à un ouvrage de Franz Brentano (Aristote : les diverses acceptions de l'être) qu'il avait lu dans sa jeunesse, et qui sera le fil conducteur de toute son  œuvre. Il a pu re-vivifier ce vieux concept par une relecture et une nouvelle interprétation de la pensée des premiers penseurs Grecs à qui il attribue l'origine de la philosophie. Cette lecture l'amène à se dresser contre la métaphysique et à contribuer à son dépassement.

## Le retour aux Grecs
Bien avant Heidegger, la pensée grecque a joué un rôle important dans la philosophie allemande constate Hans-Georg Gadamer, il suffit de penser à Hegel, Marx, et à Nietzsche ; pour Heidegger aussi, qui ambitionnait, dans sa jeunesse, d'« accomplir » la métaphysique comme science de l'être, autrement dit de porter à la clarté le sens du mot « être ». « Mais avec Heidegger, quelque chose de nouveau s'est produit : une nouvelle proximité, mais aussi une nouvelle mise en question critique du commencement grec ; commencement unanimement révéré jusque là », selon Gadamer.
Critiquer ce commencement grec en gardant à l'esprit qu'il peut s'agir soit d'une critique qui ne concernerait que sa première interprétation médiévale et scolastique, soit d'une critique des auteurs anciens eux-mêmes qui n'auraient pas pensé assez profondément ce qu'ils avaient à penser, et surtout qui ne furent pas fidèles à l'impulsion géniale que surent donner primitivement à la pensée, les philosophes d'avant Socrate, comme Héraclite, Parménide, et Anaximandre. Le mot clef, pour saisir comment Heidegger aborda la tradition métaphysique est le mot de « Déconstruction »,.
Hans-Georg Gadamer, fait remarquer qu'il ne s'agissait pas pour lui « d'étapes préparatoires conduisant à la question métaphysique, mais de témoignages de l'ouverture du commencement où le concept d'Alètheia, n'avait encore rien à voir avec notre notion de vérité c'est-à-dire avec la rectitude de l'énoncé ».
Françoise Dastur conclut qu'avec la Déconstruction, on doit comprendre ce retour aux Grecs, non comme une simple recherche historique d'une source oubliée mais comme un travail herméneutique qui ambitionne de dévoiler leur impensé. Ce retour aux Grecs va se traduire, par un effort de ré-interprétation des classiques mais aussi par un véritable travail d'exhumation de leurs prédécesseurs à savoir les présocratiques :

### La réinterprétation des classiques
Heidegger à partir de son séjour à Marbourg, consacre de nombreux textes et cours à l'étude de Platon et d'Aristote auxquels, comme tous ses pairs, il attribuait l'origine du véritable démarrage de la philosophie et de la pensée métaphysique dont le point focal était, « la distinction de l'être et de l'étant », que les présocratiques, avant eux, avaient difficilement pressenti. Bien vite, il se distingua par l'originalité de l'analyse critique de ces deux penseurs que Jean Beaufret résume, dans son livre, en deux mots : « nivellement » et  « alignement » de la conception de l'être de l'étant et que Gérard Guest complètera dans ses Conférences par l'idée d'un véritable « effondrement » de la « Vérité de l'être » dont ils auraient été les initiateurs, inconscients.

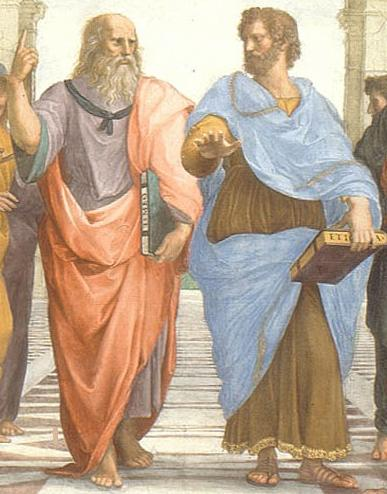
Platon et Aristote, détail du tableau L'École d'Athènes, par Raphaël.

#### Le nivellement de l'être chez Platon
De Heidegger, Jean Beaufret, retire l'idée que l'être est apparu, à Platon « comme une propriété commune à tous les étants qui dès lors deviennent identiques en leur fond par la présence en eux de cette propriété commune. Cette communauté ou cette identité de fond a la portée inaugurale (selon Beaufret) d'un « nivellement » ». Toutefois, continue Jean Beaufret le « monde » est manifestement constitué d'étants différents, il y fallait « un principe d'individualisation », que Platon attribuera à un mécanisme complexe en liaison avec l'idée du Bien. « Ainsi dans la philosophie de Platon, l'assignation de l'être comme éidos, « εἶδος », et le nivellement éidétique qu'elle fonde va de pair avec une subordination hiérarchique de l'éidos à l' agaton. ».
Ainsi, si l’« être » individuel est toujours éidos, « εἶδος », semblable au semblable, le trapèze au trapèze, chacun se distinguera par son degré de perfection par rapport à l'idée du mieux dans l'espèce et de l'idée du « Bien en soi » pour la totalité de l'étant. Ainsi, « Dans l'unité de l’être et de l'étant, l’être subit, à son tour un dédoublement qui le fait apparaître à la fois comme une propriété commune dans laquelle tous les étants sont nivelés et comme un sommet unique à partir duquel tout s'anime ». À la suite de Platon, Aristote, aurait, selon Beaufret, poursuivi dans la voie ouverte par Platon.

#### L'alignement de l'étant chez Aristote
« Aristote, n'hésitera pas à nommer τὸ θεῖον cette partie unique de l'« être » qui est seule digne de lui ». Dès lors la théologie était née qui deviendra l'étude de l’« être » en tant que partie essentielle et commune de tout étant. « C'est avec Aristote en effet que pour la première fois, la philosophie première prend le nom de « théologie » ». On doit cependant signaler les réserves qu'a pu susciter cette lecture unilatérale d'Aristote dont la position a pu apparaître plus complexe. L'idée d'alignement et l'injonction de s'aligner ne commencent à percer que quand la pensée devient philosophique.
Le concept de l' « Un-Tout », Τα Πάντα, de Héraclite, après passage par Platon, change totalement de nature ; le point fixe suppose l'alignement du Tout par rapport à lui, l'instrument universel de cet alignement s'appuiera sur la Dialectique, qui selon Beaufret, n'est elle-même qu'un mode de l'alignement, l'« Analogia entis », ou métaphysique de l'analogie de l'« être » qui trouvera son illustration dans la métaphysique médiévale de « l'analogie » du théologien Thomas d'Aquin. Le Cosmos vivant, organique et contradictoire de Héraclite est dorénavant ordonné, à un Premier, seul pleinement « étant », duquel sera issue « γένος », d'abord une classe d'« mmuables » puis, tout le reste de l'étant, en suivant, dans un dégradé continu d'« être ».
Par ailleurs Hans-Georg Gadamer, relève que Heidegger, s'engage dans une véritable « réinterprétation d'Aristote », délivrée du dogmatisme scolastique, et appuyée essentiellement sur l'Éthique à Nicomaque pour conforter sa propre vision de l'essence de l'homme, à savoir le « Souci ». « Ce qui distinguait cette première interprétation d'Aristote, c'était surtout le fait qu'elle se défaisait des couches de lecture scolastiques et déformantes ».

#### L'effondrement du sens originaire de la«Vérité-Alètheia»chez Platon
Introduite au niveau du (§ 44) de la première section de Être et Temps, la question de l'« essence de la vérité » sera reprise dans la conférence sur L'essence de la vérité tenue en 1930, dans laquelle il met en question le « concept de vérité » qui se définit traditionnellement comme « correspondance entre la connaissance et la chose ». Par le biais d'une déconstruction de son concept traditionnel « il en dégage les conditions de possibilité et montre qu'il repose sur une vérité plus originaire, « la vérité de l'être » ».
Dans des analyses remontant aux premiers présocratiques (voir Heidegger et les Présocratiques), Heidegger, en recherchant la source et les conditions de possibilité, en exhume le sens originaire sous l'appellation archaïque d'alètheia, ἀλήθεια, qui n'est pas, à l'inverse de son sens actuel, un concept de relation mais l'expression du surgissement hors du retrait, de l'étant en soi.
Étymologiquement, alètheia, qui signifie littéralement « hors de la « Léthé » articule une expérience originaire de la vérité comme sortie de l'étant hors du retrait. Il s'agit bien d'une expérience ontologique (quant à l'être) et non pas d'un simple jeu linguistique qu'autoriserait le « a » privatif d'aléthéia.« Alétheia pensée de façon grecque est régie par la « Léthé », « ne se fonde donc pas sur la construction du mot, mais dans la pensée que pour être ce qu’il est le dévoilement a besoin du voilement » »,. Philippe Arjakovsky de son côté en souligne la dynamique « pour Heidegger c'est le phénomène qui suspend son retrait, le phénomène, autrement dit : ce qui est. Entendue à partir d'Alètheia « vérité veut dire : Unverborgenheit de l'être   »  ; déclosion de l'être, désabritement, suspension du retrait ».
Selon Heidegger, Platon joue un rôle crucial dans l'histoire de la pensée de l'être, car avec lui se met en place dans l'Allégorie de la caverne, une conception réductrice de la Vérité, par rapport à l'approche des premiers penseurs. À partir de lui, il y aurait vérité lorsque l'énoncé, le jugement concorde avec la chose. Ce concept traditionnel, que la Scolastique va reprendre sous la forme de la « veritas est adaequatio intellectus et rei » a subi au cours du temps de nombreuses métamorphoses.
Heidegger, met en évidence combien la définition d'origine aristotélicienne de la Vérité comme correspondance, est en retrait sur la notion extrêmement complexe des premiers penseurs de l'alètheia, mais aussi sur le sens courant et populaire, notamment dans l'épopée homérique, comme l'expose Marcel Detienne dans son livre et donc que quelque chose de la richesse du sens premier s'est perdu au cours de l'histoire.
C'est cette perte de sens par rapport à la notion de alètheia, cet « oubli de l'être » dans sa richesse, à partir duquel la métaphysique, ainsi que l'histoire de l'Occident, prendront paradoxalement leur essor, que Heidegger qualifie d'effondrement de l'alètheia, voire de catastrophe.

### L'exhumation des présocratiques
Après le tournant de sa pensée, la Kehre, Heidegger se lance dans une « méditation suivie sur l'histoire de l'Être » (entendue au sens d'un génitif subjectif, comme dans « l'histoire de la métaphysique occidentale » en laquelle l'Être se dispense en se retirant), méditation qui le conduit à se tourner, par-dessus les grands classiques grecs, jusqu'au commencement de cette histoire : vers les Présocratiques. Il leur consacre plusieurs études et séminaires. Heidegger croit retrouver chez les présocratiques une première expérience « non métaphysique » de la pensée de l'être, ainsi que le pressentiment de la vérité ontologique originaire, avec la notion de φύσις, qu'il voit comme un écho anticipé de ses propres intuitions,.
Parmi les présocratiques, trois penseurs « initiaux » ont particulièrement retenu l'attention de Heidegger, Anaximandre, Héraclite et Parménide.

## La question de l'être

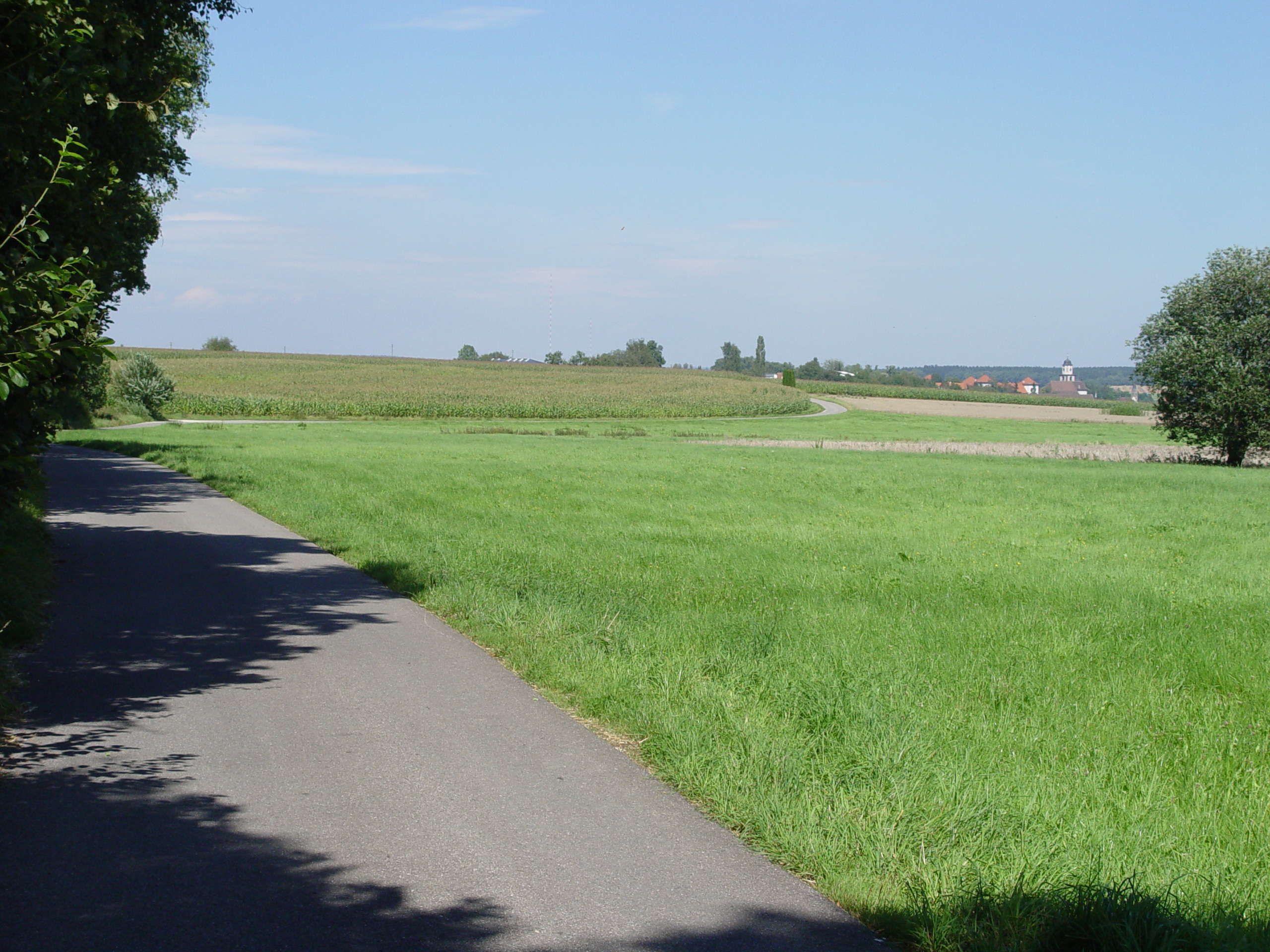
Am Feldweg, le chemin à travers champs où Heidegger se promenait.

Le problème de l'être et de son sens unitaire occupe une place centrale, dans la pensée de Heidegger. Dans une première partie de son œuvre, l'« être » trouve son expression dans la mise en évidence de ce que Heidegger appelle la « différence ontologique » où l'« être » ne se dévoile qu'à travers et en tant que fondement de l'étant. Ce n'est que dans une démarche ultérieure, avec la tentative de saisie de l'« être en tant que tel », hors prise en vue de l'étant, que la question de son oubli, l'« oubli de l'être », la Seinsverlassenheit, apparaîtra comme un trait majeur de l'histoire de la métaphysique auquel elle finira par s'identifier.

### L'obsédante question de l'être
Toute la pensée de Heidegger, depuis le commencement, apparaît dominée par la question du sens du mot « être », que la philosophie traditionnelle aurait selon lui délaissé, pour ne s’intéresser qu'à l'« étant » et notamment au premier d'entre eux, « Dieu », remarque Alain Boutot. Au sein d'une époque, dominée par le néo-kantisme, où le mot même d' « ontologie », était un titre interdit, ajoute Alain Boutot, l'irruption de Heidegger dans le champ de cette question a considérablement troublé le milieu intellectuel. Pierre Aubenque rapporte que Heidegger va jusqu'à affirmer « l'être est le thème authentique et unique de la philosophie ».
Jean Grondin, relève ainsi que cette primauté accordée à la « question de l'être », qui ne s'imposerait pas au regard phénoménologique, fut contestée dès l'origine, par des phénoménologues comme Georg Misch, Klaus Held, Adorno, suivis plus tard par Emmanuel Levinas et Jacques Derrida.
C'est à travers une double problématique que cette question du sens du mot « être » va se trouver réappropriée à savoir:

#### La question de la «différence ontologique»
Alphonse De Waelhens note : « qu'elle nous parle de l'origine de l'œuvre d'art, de la nature de la technique, de la Phénoménologie de l'esprit selon Hegel, de l'athéisme nietzschéen, de la signification de la poésie de Rilke, ou encore d'une maxime d'Anaximandre, toujours la pensée de Heidegger en revient à méditer la distinction de l'être d'avec l'étant ». La « différence ontologique », entre « être » au sens verbal et « étant », entre le verbe et le fait d'être, s'inscrit donc au fondement de la pensée du philosophe.
Dans son œuvre majeure Être et Temps, c'est au Dasein  que revient le rôle de lier les étants - dont il fait naturellement partie - avec l'être qu'il a seul le privilège de comprendre,.
Plus tard, après la période dite du « Tournant » (Die Kehre), qui voit le renversement de la perspective, au bénéfice de l'être et aux dépens de l'étant, la « différence ontologique », d'abord pensée selon l'« ontologie fondamentale », c'est-à-dire dans la perspective du sens de l'« être » conçu comme fondement de l'étant, va être dorénavant pensée selon l'Ereignis,. L'être abandonne son statut exclusif de fondement pour celui d'« éclaircie » dans laquelle l'homme se tient à l'écoute,.

#### La question de l'oubli de l'être
La spécificité de l'« être », désormais mise au jour, par rapport à l'« étant », par rapport aux choses et concepts traditionnels de la métaphysique, c'est-à-dire la question du pourquoi de son effacement ou même de sa disparition, l'« oubli de l'être », en tant que question dans une société exclusivement préoccupée de l'étant et de son efficacité se serait posée. Cet effacement du « dire de l'être » qui fut celui des présocratiques a été progressif, il aurait démarré avec Platon et accompagné dans l'histoire de la métaphysique, les mutations du concept de vérité, depuis l'alètheia, ἀλήθεια.« Le premier effacement et avec lui l'histoire de la métaphysique commence avec Platon. La vérité comme : ἀλήθεια...ne cesse de s'exhiber sous de multiples « guises » »,.
Avec la métaphysique, l'être est toujours sous-entendu dans ce qui est pensé, mais il n'est jamais explicité en tant que tel, en « son sens propre », relève Christian Sommer. La métaphysique, essentiellement, ne saisit que des « étants » : idées platoniciennes, premier moteur aristotélicien, énergie, force, sans poser la question de l'être qui disparaît derrière l'étant. Et lorsque Aristote aborde la question de l'être, c'est pour constater qu'il n'est pas un genre, qu'il demeure une notion indéterminée, générale, évidente, sa science impossible et par conséquent sans intérêt. L'évidence du « il y a » dispenserait de toute interrogation plus approfondie. La métaphysique a donc confondu l'analyse des « étants » présents, avec la question de la « Présence », la question de l'« éclosion », comme événement. Quelques siècles plus tard, la question de l'être va, avec les Scolastiques, changer de nature en glissant vers la recherche d'un étant qui serait à l'origine de tous les autres. Elle ne s'interroge plus sur l'énigme du « il y a » en tant que surgissement de la présence dans l'être. À ce stade, rouvrir la question de l'être ce n'est pas seulement la tirer hors de l'oubli où elle était tombée, c'est la réélaborer.
Selon Heidegger, une philosophie qui, à travers ses principaux philosophes, privilégie l'étant, depuis les origines de la praxis jusqu'à la science et à la technique mondialisée contemporaine, peut être qualifiée d'histoire de l'oubli de l'être, la die Seinsverlassenheit (voir La déconstruction de la métaphysique).
Après le « tournant », cet oubli est mis au compte de l'être lui-même qui se déroberait et se retirerait, selon une méta-histoire de la vérité de l'être (voir article sur Alètheia), pour laquelle les présocratiques ont frappé les premiers coups d'envoi ; « c'est pourquoi plutôt que d'une histoire de l'oubli, qui impliquerait volonté ou négligence, Heidegger préfère parler d'une histoire du retrait ». Le tournant « historial » ou « Kehre » de la pensée de Heidegger, devenue une « méditation de l'histoire de l'être », le conduit à se tourner vers le commencement de cette histoire : les présocratiques.

### Avant et jusqu'àÊtre et Temps

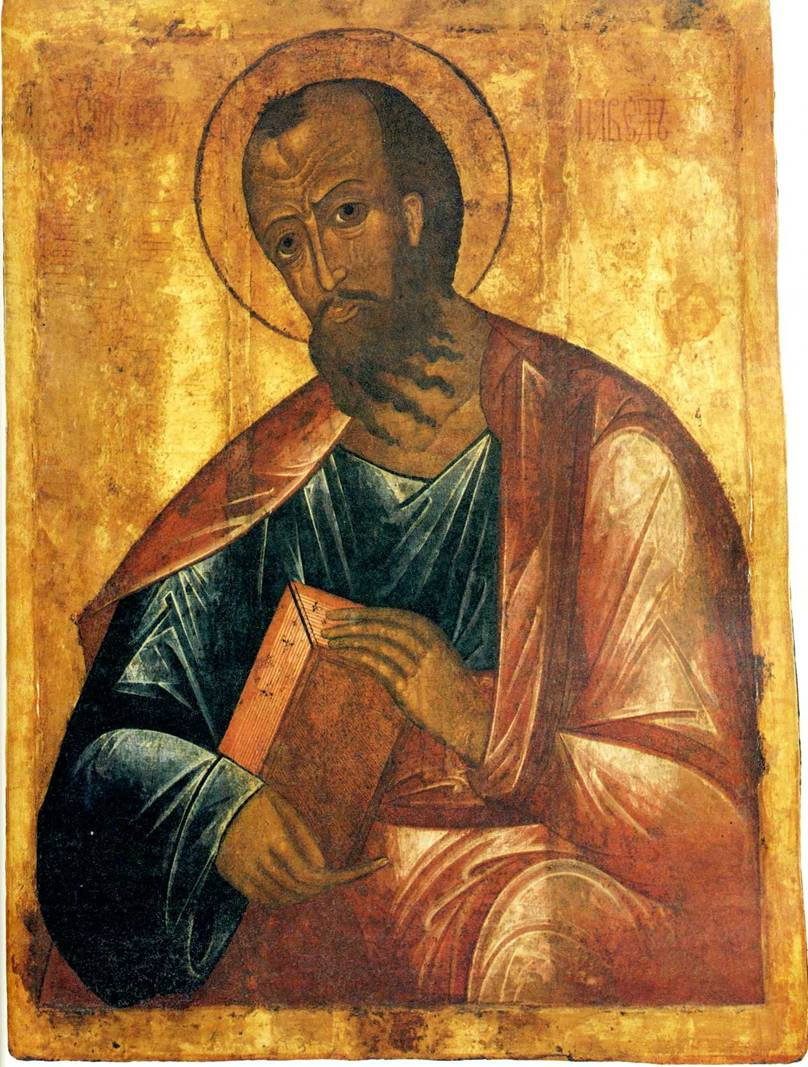
Saint Paul.

La première période allant de 1909 à 1919, et correspondant aux jeunes années du philosophe, qui a à se faire une place parmi ses pairs, commence à être bien connue, grâce aux travaux récents.
La dizaine d'années qui précéda immédiatement Être et Temps fut très féconde pour Heidegger, alors qu'il enseignait successivement à Fribourg, puis à Marbourg, mais ce n'est que récemment que l'on a pu en prendre toute la mesure en France avec les toutes dernières traductions des œuvres de cette époque. Approfondissement de la phénoménologie, héritée d'Edmund Husserl, critique du psychologisme et de l'historicisme, avancées dans la logique du sens (voir Heidegger et la logique), recherches dans la lignée des Spengler et Dilthey sur la phénoménologie de la vie qui aboutit très rapidement à des positions originales sur l'herméneutique de l'existence avec la mise en évidence de la mobilité et de la temporalité de la « vie facticielle » grâce à l'exploitation des sources du christianisme primitif avec Paul, Augustin et les mystiques allemands, collaboration active au séminaire du théologien protestant Rudolf Bultmann pour aboutir au cours de 1923 : Phénoménologie de la vie religieuse ainsi qu'à la conférence Le problème du péché chez Martin Luther de 1924.

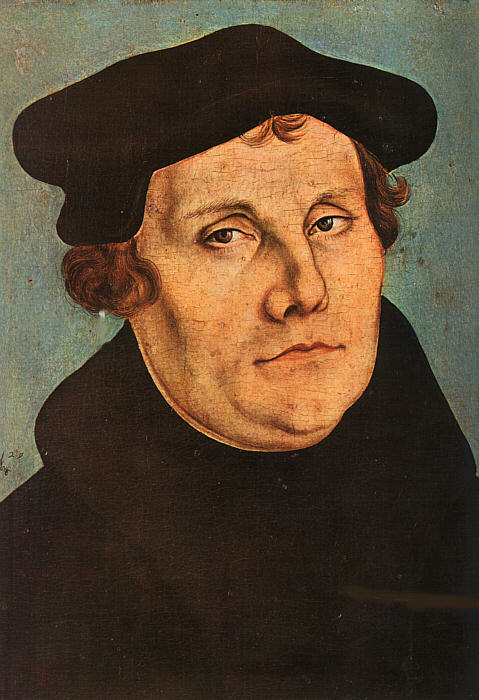
Martin Luther.

En 1918-19, Heidegger élabore un cours sur « Les fondements philosophiques du mysticisme médiéval » (Ga, 60), où il cite Maître Eckhart, saint Bernard, Thérèse d'Avila. Avec le cours sur la Phénoménologie de la vie religieuse Heidegger aborde, à travers les expériences les plus intimes de la vie du chrétien primitif, pris comme exemple paradigmatique, les problèmes de la mobilité et de l'« historicité » de la « vie facticielle » qui le conduisent à l'élaboration de l'analytique du Dasein. Son cours d'hiver 1920 porte sur saint Paul, et celui de l'été 1921 sur saint Augustin. En 1924, il prononce une conférence sur le péché et la fragilité de l'homme vis-à-vis des tentations du monde dans la vision de saint Paul et de Martin Luther. En 1927, il prononce une conférence intitulée Phénoménologie et théologie dont Jean Greisch fait une longue étude dans son livre Ontologie et temporalité normalement consacré à une interprétation de Sein und Zeit .
Cependant, compte tenu de l'importance de ses œuvres de jeunesse, il serait erroné de ne les considérer que comme de simples travaux préparatoires à l'élaboration d'Être et Temps, dont la publication sera, à elle seule, considérée comme un événement majeur dans l'histoire de la philosophie du XXe siècle
Ses écrits les plus tardifs seront eux aussi marqués par cette provenance religieuse : Le principe de raison, un cours de 1955, analyse longuement les vers du mystique Angelus Silesius, et le dernier concept de  « Sérénité » Gelassenheit pourra être considéré comme reprise d'une notion héritée de Maître Eckhart.

### La charnière d'Être et Temps
Trois chemins menèrent Heidegger jusqu'à Être et Temps :
Tout d'abord, la « pensée aristotélicienne » avec la métaphysique dans laquelle Heidegger découvre la problématique du « sens de l'être », mais aussi celle de l'âme et du comportement humain dans d'autres œuvres telles que le Traité de l'âme  et l'Éthique à Nicomaque, dans la continuité de sa lecture de jeunesse, de 1907 du commentaire de Franz Brentano, De la signification multiple de l'étant chez Aristote de 1862. Dans les années 1920, il consacre quelques cours à l'interprétation phénoménologique des textes d'Aristote, qu'il faisait selon le témoignage de Hans-Georg Gadamer, alors étudiant à Marbourg, véritablement revivre,  Aristoteles redivivus. « Ce qui distinguait cette première interprétation d'Aristote, c'était surtout le fait qu'elle défaisait des couches de lecture scolastiques et déformantes ».
Ensuite, la « phénoménologie husserlienne » que Heidegger découvre très tôt, dans les Recherches logiques de 1901, qu'il lit en 1909. Il devient l'assistant de Husserl à Fribourg et anime des séminaires d'introduction aux Recherches logiques. En 1925, dans son cours sur Les Prolégomènes à l'histoire du concept de temps, il rend une nouvelle fois hommage à la percée que constitue à ses yeux l'ouvrage de 1901 et ses trois découvertes fondamentales que sont : l'« intentionnalité », le sens phénoménologique de l'« a priori », et l'intuition catégoriale mais prend ses distances à l'égard du tournant transcendantal de la phénoménologie husserlienne des Idées directrices (1913). Sein und Zeit  est dédié à Edmund Husserl, « en témoignage de vénération et d'amitié ». Heidegger lui succède à Fribourg en 1929. Enfin, la « source théologique » : « Sans cette provenance théologique, je ne serais jamais parvenu sur mon chemin de pensée », écrit Heidegger dans son « Entretien sur la parole avec un Japonais »(Acheminement vers la parole).
Être et Temps (1927), qui apparaît comme un premier aboutissement, est une de ces œuvres majeures de la philosophie que certains ont pu comparer à la Métaphysique d'Aristote. Toutefois elle n'est que la première partie d'un projet qui ne fut pas mené à terme. Il s'agissait au départ de développer une intuition majeure de Heidegger quant au sens temporel de l'« être ». À cette époque Heidegger n'ayant pas encore rompu totalement avec la métaphysique, ambitionne d'écrire une « Ontologie fondamentale », qui fournirait un fondement solide résultant du dévoilement du sens unitaire de l'Être qu'Aristote avait raté en concluant, trop vite, à sa polysémie incontournable. Heidegger entreprend de dévoiler ce sens unitaire en partant de la temporalité de l'étant concerné, le Dasein que les premières études avaient mis au jour dans son exploration de la « phénoménologie de la vie » ; l'homme lui-même n'est plus défini comme une nature, une essence invariable et universelle, mais comme un « pouvoir-être ». L'existence prend le pas sur l'essence avec la célèbre formule qui donnera naissance à l'existentialisme : « L'essence du Dasein  réside dans son existence », souligne Alain Boutot
De l’aveu même de son auteur, Martin Heidegger, cette tentative aboutit à un échec, la deuxième partie et la troisième section de la première partie n'ayant jamais pu être rédigées. De cet échec, Heidegger retire la conviction que la métaphysique est définitivement dans l'incapacité d'atteindre sa propre vérité, à savoir la différence de l'être et de l'étant.
« La question du sens de l'être reste à l'issue de ce livre inachevée, en attente d'une réponse. Elle demandera, sur la base de l'acquis de cette œuvre, jamais renié, le courage et la puissance de la pensée pour se frayer de nouveaux chemins ».
Telle qu'elle fut livrée, cette œuvre avec celles qui la précisent,,, marque néanmoins, par sa nouveauté, un tournant important dans la philosophie occidentale, note un de ses critiques les plus sévères (Levinas). On y trouve, dans une floraison extraordinaire, l'apparition de nouveaux concepts appelés à faire carrière dans toute la philosophie et au-delà, tels que Dasein, Monde et mondéité, être-au-monde, être-pour-la-mort, être-avec, être-en-faute, être-jeté.

### Une nouvelle conception de l'homme
Dégagée à grands traits, la position de Martin Heidegger, quant à l'essence de l'homme, se donne d'abord jusqu'à Être et Temps comme rupture à l'égard du projet cartésien avec l'introduction du concept de Dasein ; position qui évoluera par la suite, pour aller jusqu'à négliger toute subjectivité et installer l'homme dans le rôle de « sentinelle de l'être ».

#### De l'ego auDasein

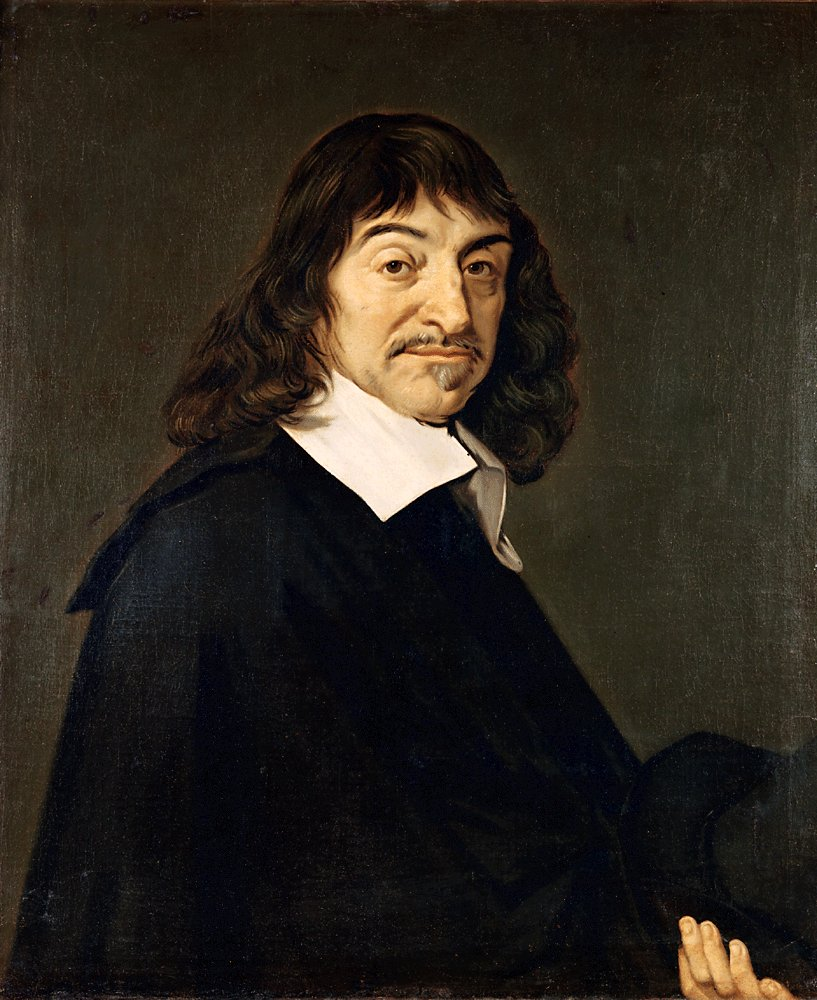
René Descartes.

C'est par le détour de la question ontologique du « sens de l'être » que Heidegger est progressivement amené à re-préciser le statut ontologique de l'homme qui, « en tant que vivant, doué de raison », avait accompagné toute la tradition philosophique depuis Aristote. Les conflits entre les exigences du corps et de l'esprit, la sensibilité et la raison étaient avant Descartes résolus d'une façon empirique. Avec Descartes, l'homme a cherché à s'assurer une place centrale dans un mouvement qui s'est affirmé avec Kant et plus encore avec Husserl. Depuis l'origine, on a ce double rapport, cette double allégeance contradictoire à la fois avec la nature et avec l'esprit, allégeance que même le renversement nietzschéen n'a pas supprimé, mais confirmé. Parallèlement, la tradition religieuse a entretenu chez l'homme, créé à l'image de Dieu, le feu de la transcendance.
« C'est dans ce contexte que l'analytique du Dasein comme « être au monde » introduit la possibilité novatrice et féconde, d'une essence unitaire de l'homme débarrassée de ses anciens conflits » écrit Michel Haar. Ce sera uniquement dans la « factivité », ou « facticité » que l'homme rencontre son corps, sa spatialité propre, dans un contexte toujours très éloigné de sa fonction biologique ; le but n'étant pas de construire une nouvelle anthropologie mais de répondre à la question fondamentale du sens de l'être, le concept de Dasein, amorce « l'idée d'un décentrement de l'homme par rapport à lui-même », conclut Michel Haar.

#### LeDaseincomme mise en abîme de l'être de l'homme
Hadrien France-Lanord insiste sur l'ambiguïté du terme que Heidegger « n'aura de cesse de clarifier à mesure qu'il creuse le mot de manière toujours plus abyssale ». Dans Être et Temps, déjà, on perçoit une évolution qui, à partir d'une équivalence avec celle d'homme, donne au  Dasein  le sens de l'« être de l'être humain ». François Vezin, traducteur de l'ouvrage, résume en notes : « ce que tente de dire le mot Dasein, c'est précisément qu'avec l'homme, ce dont il s'agit avant tout et essentiellement, c'est de l'« être » ».

#### DuDaseinau«berger de l'être»

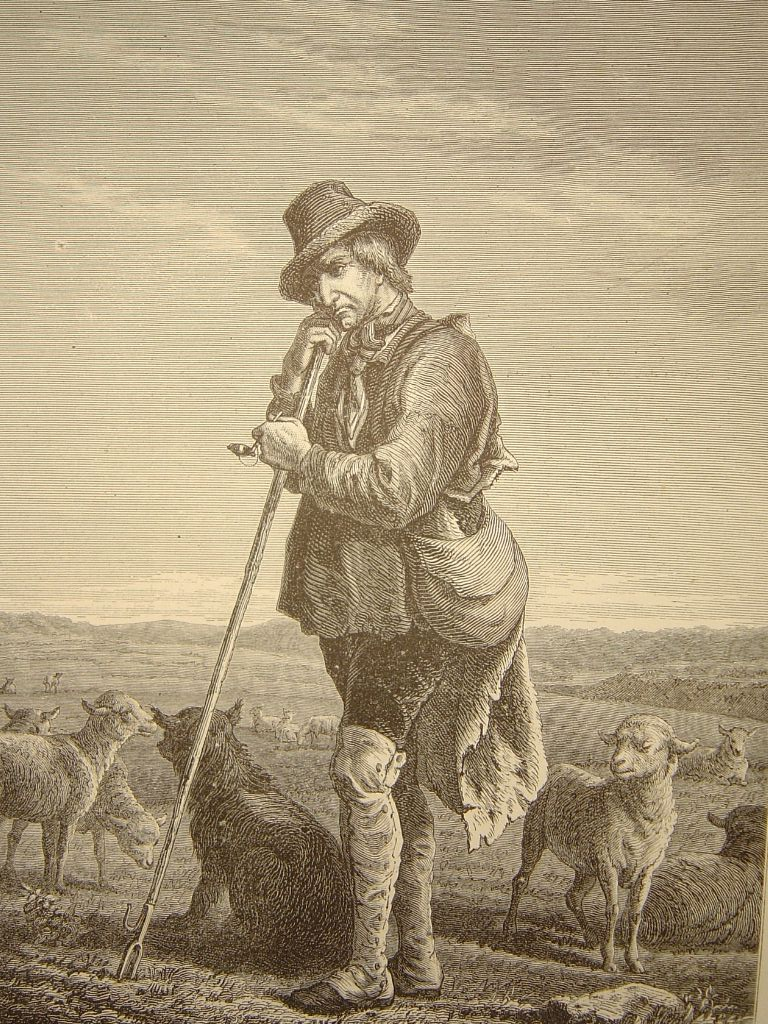
Le berger, gravure de Victor Dedoncker

La perspective qui faisait du Dasein  un véritable configurateur de monde change progressivement après Être et Temps ; l'homme perd ce qui lui restait de caractère auto-centré pour devenir, dans son Dasein, le lieu, l' « éclaircie », où peut se déployer l'événement de l'être : l' Éreignis ; il se fait « gardien de la vérité de l'être »,. Mais berger n'est pas passivité, l'homme redevenu « mortel » dans la langue du philosophe, comme l'expose Françoise Dastur, participe dans une relation de réciprocité essentielle avec l'être. L'homme n'est dorénavant plus compris comme le « fondement-jeté » de l'éclaircie, comme dans Être et Temps, mais comme celui qui se confond avec elle et qui lui est redevable de son propre être.
Cette dépendance inversée de l'homme à l'être est exacerbée et portée à son point le plus extrême avec la thèse que l'homme est par essence Unheimlich, sans abri et sans foyer, livré sans défense aux turbulences de l'être, thèse que Heidegger retire de la lecture des tragédies de Sophocle, notamment d'Œdipe roi, interprétation qui sera reprise avec force dans la Lettre sur l'humanisme.

### L'être et le temps

#### Le renouvellement de la question du temps
Heidegger a littéralement révolutionné dans son enseignement les termes suivant lesquels la question du temps, quasiment inchangés depuis l'origine de la pensée philosophique, si l'on excepte la petite percée alors très récente du philosophe français Bergson, se posaient. En montrant comment depuis l'origine une interprétation bien précise du temps (le schème aristotélicien), est restée déterminante, François Vezin parle à ce propos « de coup de génie ».« Il n'est pas (plus) question de chercher l'origine du temps ailleurs qu'en nous mêmes, dans cette temporalité que nous sommes » écrit Françoise Dastur.
Pour lui, toutes les explications fournies jusqu'ici sur la nature du temps lui apparaissent, sinon fausses du moins très superficielles, comme n'atteignant pas le vrai fondement que la relance de la « question de l'être » va permettre de découvrir. Le temps public, le temps des horloges serait un temps dérivé qui tirerait son sens et sa valeur d'un temps plus originaire.
Avant Heidegger, seuls Bergson et Husserl ont tenté d'échapper au temps linéaire des horloges pour trouver un temps plus originaire. Le propre de Heidegger est d'avoir cherché, selon Françoise Dastur,
à comprendre le temps à « partir de lui-même », et non plus à partir d'autre chose comme c'était le cas jusqu'à lui, que ce soit le « Mouvement » avec Aristote, l’Éternité avec les Scolastiques, la conscience avec Saint Augustin, l'Esprit avec Hegel ou Kant, le vécu pour Bergson. « La philosophie commence lorsqu'on cesse de se raconter des histoires c'est-à-dire d'expliquer l'étant par le recours à un autre étant » rapporte Françoise Dastur.
Heidegger est guidé par l'intuition fondamentale que le temps et l'être sont les deux faces de la même chose. L'idée même d’éternité ou d'intemporalité (voir note), toujours présente et en retrait dans tous les exposés sur temps ne nous étaient d'aucun secours et que tout au contraire ces temps absolus, nous masqueraient la véritable nature du temps, prenant source dans des extrapolations à partir d'un temps fini, lié à l'existence du Dasein, dans un processus qu'il s'agit de mettre au jour. Pour ce faire, il s'agira dans une première étape d'interroger le seul être qui ne se comprend lui-même que par la temporalité, et dont le caractère fondamental sera, selon ses définitions, d'être « temporal ». « L'être humain n'est pas dans le temps comme le sont les choses de la nature, « il est temps » ».

#### Le temps duDasein
C'est dans l'analytique du Dasein, menée dans son ouvrage Être et Temps que Heidegger expose le caractère temporal du Dasein et donc de l'être humain, à travers la mise au jour des divers moteurs de sa mobilité comme l'anticipation de la mort, son « avoir-à-être » à partir de son « être-jeté » et son exposition au monde ; caractère temporel qui se manifeste dans ce que Heidegger appelle sa triple extase temporelle ou temporalité « ek-statique  » ou originaire. Cette triple extase ouvre « l'être-là », le Dasein, aux trois dimensions du Temps, l'à-venir, l'avoir été, le présent. Le Dasein  ne peut jamais « simplement » exister dans le moment présent, car tout à la fois, le présent le passé et le futur imprègnent profondément tous nos actes. C'est Françoise Dastur qui présente le commentaire le plus approfondi sur ce phénomène de la temporalité dans son livre.
La vraie rupture avec la tradition consiste à considérer que l'être de l'homme n'est pas seulement dans le temps, temporel comme l'on dit habituellement, mais qu'il est en quelque sorte, dans sa substance propre, constitué de Temps, qu'il est « temporal », ou « historial ».

#### Le temps dans l'être
Dans la pensée occidentale, « être » est équivalent à  « présence », soit Anwesen en allemand, mais aussi plus précisément « présence subsistante » comme le remarque Heidegger, dans Être et Temps, car ce qui est toujours présent est ce qu'il y a de plus étant. L'être qui se déploie dans la présence est « être » porté hors de l'occultation.
Pour arracher la vérité de l'être, à son voilement  Verborgenheit , autre nom de son sens, l'homme nous dit Pierre Aubenque, se heurte « à la temporalité de l'être qui, toujours à mi-chemin d'une dispensation (Geschick ), et d'un retrait(Entzug), de la proximité et de la réticence, se tient dans l'entre-deux d'une historicité qui ne fait qu'un avec lui-même ». Heidegger appuie, dans une deuxième période, sur ce caractère « transitoire » de l'étant; ainsi dans la Parole d'Anaximandre, écrit Didier Franck « le présent est caractérisé comme ce qui « séjourne-toujours-en-passant » das Je-Wellig, dans la contrée du non-retrait (le non-voilé) et qui pour cette raison, se déploie toujours depuis et selon le double ajointement de la présence à l'absence »
L'entreprise de  Martin Heidegger ne consistait pas seulement à élaborer de nouveaux horizons inexplorés au sein de la phénoménologie transcendantale de Husserl. En mettant en lumière la coappartenance du voilement et du dévoilement, de la présence et de l'absence, de la vérité et de la non vérité, en affirmant « que la vérité de l'être est la non-vérité, c'est-à-dire que le voilement de l'être réside dans l'errance, alors on ne peut manquer d'apercevoir un changement décisif dans le concept de l'essence ou  WESEN en provenance de la tradition métaphysique grecque » écrit Hans-Georg Gadamer qui met ainsi l'accent sur la manière temporelle dont une « chose » déploie son être qu'elle soit présente ou non, qu'elle soit ici ou ailleurs. Selon Hölderlin rapporte Gadamer « l'absence des dieux ne nomme pas seulement un « non-être » mais un « être » d'autant plus dense qu'il est silencieux ».
Heidegger remarque aussi que dans cette « présence subsistante », ce qui est toujours présent, signifié par le terme grec de « aei » n'a pas le sens moderne d'éternité mais celui de « qui est à chaque fois présent ».

#### Le temps de l'être
« La nouveauté de Être et Temps, consiste à avoir fait de ces deux problèmes traditionnels une unique question, celle de la temporalité de l'être » souligne Françoise Dastur.
Après l'échec relatif d’Être et Temps, Heidegger considérant comme trop problématique le chemin conduisant au sens « historial » de l'être à partir du projet « ekstatique » du Dasein, tiendra l'être lui-même pour « historial » et non pas seulement par l'intermédiaire du Dasein. L'événement inaugural de ce tournant se signalera comme dissimulation de l'être en son retrait. Le retrait se dit en grec époché ou époque ἐποχή, la mise hors jeu, le s'abstenir, ce qui veut dire que l'être se présente à nous sous diverses époques qui sont autant de modalités de son retrait. Il y aura dorénavant dans la pensée de Heidegger une histoire de l'être et une histoire de sa vérité à travers la succession des époques.
C'est parce que l'être lui-même est « historial » que « Heidegger va développer, sous le nom d'Ereignis  une nouvelle conception où l'être ne sera plus considéré comme fondement de l'étant mais comme déploiement de l’éclaircie à partir d'une occultation abyssale » écrit  Françoise Dastur. Le « Monde » ne peut définitivement plus être considéré comme une espèce de projection du Dasein, mais la « clairière », en quoi le Dasein ek-siste. Le Gestell, ou « déferlement de la technique », représentera une époque insigne de la « vérité de l'être », la nôtre.

#### Le temps du choix et de la décision, la référence aukairosgrec
Le temps du choix, dit Michel Haar « le temps « kaïrologique », c'est l'occasion, le moment propice ou non, mais cette occasion que la vieille sagesse grecque enseignait à reconnaître selon sa puissance ou encore à « saisir par les cheveux » et Aristote à savoir discerner grâce à la prudence ».
C'est cette même conception du temps « kairologique » de l'éveil, mais plus tragique encore, qui a baigné le christianisme intime dont a été imprégnée toute l'enfance du jeune Heidegger, christianisme de l'urgence qu'il a retrouvé, avec la crainte de la chute et l'urgence de la décision dans l'interprétation de la parousie au sein de l'épître de Paul aux Thessaloniciens I (idée développée dans Phénoménologie de la vie religieuse), qu'il a en définitive transposée dans son analyse de l'« être-vers-la-mort ».
Le Dasein, à l'instar du primo-chrétien, « n'a plus le temps », la vie se dérobe, les activités mondaines qui apparaissaient si importantes déchoient de leur statut, le temps de l'affairement et des projets devient l'ennemi du temps pour soi, pour se retrouver, du temps pour le soin de son être. C'est l'attente, et surtout la veille, à l'écoute de l'être qui sont à réinventer, car c'est « ici et maintenant » que la conscience enjoint un mode d'être nouveau, un mode de transparence à soi-même dans lequel il s'agit de « ne plus se raconter d'histoire ». À un tel esprit, la prétention de conquête progressive de la sagesse comme but prônée par les philosophies traditionnelles (notamment le Stoïcisme), ne pouvait que paraître dérisoire.

## La déconstruction de la métaphysique
Très tôt, à partir du « rapport Natorp » de 1922, sous l'impulsion de sa lecture de Luther (voir Heidegger et Luther), Heidegger s'était illustré par une critique sévère de la métaphysique dite de la « Présence », attribuée à Aristote, et base de sa très célèbre « Physique ». En 1922 les Interprétations phénoménologiques d'Aristote le montre comme le souligne Hans-Georg Gadamer: « Le mot d'ordre sous lequel Heidegger abordait alors la tradition métaphysique était celui de « Déconstruction ». La destruction ou Déconstruction visait surtout la conceptualité dans laquelle se déployait la philosophie moderne et plus particulièrement le concept de « conscience » ou de res cogitans  de Descartes, concept qui était, selon Heidegger entièrement dépourvu de légitimité ontologique ». Après le tournant, la métaphysique ne lui apparaît plus comme une question portant sur l'être mais au contraire comme l'histoire du « recouvrement » et de « oubli de l'être » dont les plus grands représentants, Kant, Hegel, Nietzsche ne formeraient plus que l'arrière plan.
Isabelle Thomas-Fogiel, dans sa thèse, souligne après la « kehre », la poursuite patiente de ce mouvement de destruction de l’ensemble de l’histoire de la philosophie. Bref, la destruction n’est pas abandonnée (comme le sera l’analytique du Dasein, vestige d’une subjectivité encore trop prégnante aux yeux du second Heidegger), mais amplifiée jusqu’à la fin, au point qu’elle apparaît bien comme le « fil rouge » de toute l’œuvre, que l’on peut résumer d’une seule expression : « un radicalisme de la destruction », qui concentre les deux termes le plus souvent employés par Heidegger pour qualifier son entreprise.

### La critique de Kant
Jusqu'à Être et Temps, le néokantisme, héritier de la pensée de Kant, a dominé la scène philosophique européenne. Pour ce mouvement, la philosophie ne devait plus s'intéresser à l'« étant », mais aux conditions de sa connaissance, en suivant la méthode transcendantale de la  Critique de la raison pure . Heidegger dénonce cette conception qui aboutit à subordonner la philosophie aux « sciences positives ». Il s'agissait aussi de « lutter contre une interprétation de la phénoménologie (issue de Kant et portée par Husserl), mettant l'accent sur l'idée d'une subjectivité pure et autonome que Heidegger engage le débat avec Kant » note Jean-François Courtine. Heidegger consacre deux œuvres importantes à l'interprétation de la philosophie kantienne, un essai de 1929 : Kant et le problème de la métaphysique et un cours : Interprétation phénoménologique de la Critique de la raison Pure. À travers ces deux ouvrages, il s'oppose à la tradition néo-kantienne qui ne conservait de Kant qu'une théorie de la connaissance, alors que Heidegger voit en lui un prédécesseur soucieux de mettre à jour les conditions ontologiques et notamment temporelles de l'étant, comme le remarquent à la fois Alain Boutot et François Vezin, deux spécialistes de Heidegger. Heidegger reconnaîtrait à Kant dans Être et Temps, le mérite d'avoir réintroduit le temps dans la compréhension de l'« être ».
Les traducteurs, Walter Biemel  et Alphonse De Waelhens, de Kant et le problème de la métaphysique, ne cachent pas, que dans ce corps à corps avec la pensée de Kant, Heidegger a privilégié tout ce qui pouvait conforter sa propre pensée. On retrouve la même opinion chez le rédacteur de l'article du Dictionnaire.., pour qui Heidegger aurait recherché un refuge auprès de Kant, face à l'incompréhension à laquelle s'était heurtée la publication contemporaine d'Être et Temps.
Contre ses épigones Hermann Cohen, Paul Natorp et Ernst Cassirer (pour ce qui concerne le néokantisme de Marbourg qu'il a fréquenté au début de son professorat- voir article « Heidegger avant Être et Temps »), il s'agit de montrer que Kant a, au fond, réhabilité la métaphysique, en lui faisant retrouver la solidité d'un sol inexpugnable à partir d'une critique de la raison dont il est avéré qu'elle peut errer et se tromper. En prenant appui sur une lecture phénoménologique, Heidegger voit, par exemple, dans la doctrine du « schématisme » « comme une pierre d'attente pour une problématique de la temporalité » et les prémisses d'une analytique de la finitude et de la métaphysique du  Dasein,. Pour Kant comme pour Heidegger le cœur de la philosophie est la métaphysique. La Critique de la raison pure  ne sera pas une théorie de la connaissance mais une refondation de l'ontologie.

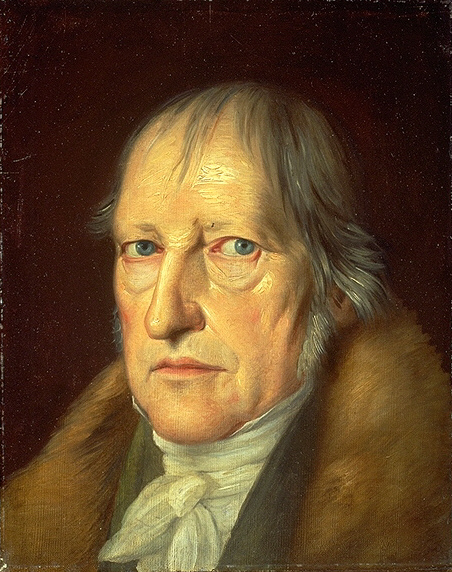
Hegel.

### La critique de Hegel
Lorsque Heidegger veut établir les conditions d'un dialogue entre philosophes, c'est à Hegel qu'il reconnaît le statut de partenaire idéal, car il parlerait « de la même chose », et « de la même manière » pense-t-il,.
Heidegger consacre plusieurs textes et conférences à ce dialogue,. Hans-Georg Gadamer remarque que l'un et l'autre prennent en compte l'histoire dans leurs projets politiques respectifs, mais « Alors que Hegel se plaçait du point de vue du savoir absolu pour comprendre philosophiquement l'histoire de la philosophie, c'est-à-dire pour l'élever à la science, Heidegger retraçait l'histoire de l'être pour la comprendre comme l'histoire de « oubli de l'être » ». Plutôt que de parler d'histoire chez Heidegger, il serait préférable d'y discerner un « destin ». L'opposition se noue, en outre, autour des concepts de Vérité, d'Histoire et d'Être pour aboutir au constat d'une impossibilité d'identification entre l'absolu hégélien et l'Ereignis de Heidegger.
Dominique Janicaud résume cette opposition dans son livre sous un titre explicite « Dialogue impossible ».

### La critique de Nietzsche
Heidegger a été un lecteur attentif de Nietzsche. Il a consacré six séminaires à l'étude de son œuvre de 1936 à 1942, qui seront recueillis en deux tomes : Nietzsche I et Nietzsche II. En 1943, il prononce la conférence Le mot de Nietzsche, Dieu est mort, reprise dans les Chemins. En 1953, il prononce la conférence Qui est le Zarathoustra de Nietzsche ?, reprise dans les Essais et conférences.
Bien qu'il ait été pour Heidegger un aiguillon, le Nietzsche de la « Volonté de puissance » et de l'« Éternel retour » a, pense-t-il, finalement échoué dans son ambition de renverser le platonisme et notamment dans sa volonté de surmonter le nihilisme qui en est la lointaine conséquence. Entre les deux paroles fondamentales de sa philosophie, il n'aurait jamais pu établir, selon Heidegger, le pont ontologique qui eut été nécessaire, sauf à régresser dans le Positivisme le plus plat.
Michel Haar consacre toute une partie de son livre La fracture de l'Histoire, à l'étude du différend entre Heidegger et Nietzsche qu'il qualifie « d'adversaire le plus intime ».
Faisant suite à la « destruction » la tâche de renversement de la métaphysique, dorénavant pleinement assumée par Heidegger, l'engagera, pour la question du sens de l'Être, dans des voies nouvelles.

## Le renversement de la métaphysique
Jusqu'à Être et Temps, le projet de Heidegger était resté celui d'un accomplissement de la métaphysique, qu'il tentera d'accomplir par un retour au commencement grec. Après l'échec d'Être et Temps et l'épisode du Rectorat 1933, s'affirme le thème, nouveau pour lui, du dépassement de la métaphysique à l'exemple du projet Nietzschéen de « renversement du platonisme ». C'est cette tentative de dépassement que Heidegger lui-même appellera la Kehre ou « tournant » dans la Lettre sur l'humanisme,, qu'il inscrira au sein de l'histoire de l'être lui-même et de la philosophie occidentale.
Le cours de 1935, intitulé Introduction à la métaphysique, témoigne explicitement du passage de l’« ontologie fondamentale » de Être et Temps à « l’histoire de l'être » qui devient lui-même geschichtlich ou « historial »,. La métaphysique ne sera plus seulement une discipline philosophique mais va devenir une puissance historiale qui reflète un destin de l'être.
Dans la suite, la métaphysique n'apparaîtra plus comme le chemin privilégié pour accéder au sens de l'être qui lui-même en son fond ne peut plus être considéré comme le fondement de l'étant. D'ailleurs, la problématique du « sens de l'être » va laisser sa place à la question de la « vérité de l'être », dont la révélation du « voilement » accaparera dorénavant les efforts du philosophe, note Jean Grondin.
Plus tard, dans les traités retenus, dits « traités impubliés », dont les Apports à la philosophie, Heidegger cherchera à développer à travers l'approfondissement des trois concepts de Logos, de Phusis et d’Alètheia, des penseurs présocratiques, une nouvelle conception de l'être encore plus en retrait, encore plus initiale, qui sera la toute première éclaircie « qui se déploiera à partir d'une occultation abyssale ».

### Le tournant
Les commentateurs distinguent habituellement deux périodes dans l'œuvre de Heidegger, à la suite de l'auteur lui-même. La première apparition publique de l'idée de tournant, ou Kehre, dans la pensée de Heidegger se trouve dans la Lettre sur l'humanisme,, mais tous les thèmes en étaient largement déjà exposés dans un cours de 1935 publié plus tard sous le titre Introduction à la métaphysique.
Si l'on veut résumer ce tournant extrêmement complexe,, il signale le passage, progressif, à partir des années 1930, de la quête du « sens de l'être » qui caractérise l'époque d'Être et Temps, à une méditation sur la « vérité de l'être ».
L’élément thématique central qui domine le tournant se révélera être le refus ou le détour, Abkehr, de l’être.

### La question du nihilisme
C'est à l'occasion du deuxième tome, qu'il consacre à la métaphysique de Nietzsche, que Heidegger expose sa position sur l'essence du « nihilisme » européen ; plutôt que l'expression d'une « dévalorisation de toutes les valeurs » à la suite du célèbre « Dieu est mort! », Heidegger y perçoit l'aboutissement du mouvement fondamental de l’Histoire de l’Occident, « l'histoire du retrait de l'être depuis les origines grecques », en quoi se définit selon Heidegger, le nihilisme, en application des thèses qui suivent :
« L'oubli de l’être » signifie que l’être se voile, qu’il se tient dans un retrait voilé qui le dérobe à la pensée de l’homme, mais qui peut aussi être considéré comme une retraite protectrice, une mise en attente d’un décèlement.
Heidegger note, autour de 1935, que rester dans « l'oubliance » de l'être et se borner à avoir affaire à l'étant c'est déjà du nihilisme, fondement de celui que l'on connaît, celui d'Ernst Jünger dans ses ouvrages Die Arbeiter et Über die Linie, de celui que l'on peut trouver chez Nietzsche.
En pensant le « nihilisme » comme histoire de la dévalorisation des valeurs suprêmes, Nietzsche veut voir l'étant en tant que tel, débarrassé de tout ce qui pourrait rappeler un arrière monde. En remplaçant ces valeurs suprêmes dévalorisées par la Volonté de puissance, il croit faire barrage au nihilisme alors qu'il n'a pas approché l'être proprement dit en tant que tel, être qui se retire, et qu'il s'est même interdit de le voir, les yeux fixés sur l'étant, et que de ce fait l'essence du « nihilisme » comme le comprend Heidegger l'oubli de l'être ne peut que lui échapper.
La Volonté de puissance, analysée par Heidegger comme « volonté de volonté », c’est-à-dire volonté qui se veut de manière inconditionnée, n’est qu’un mode d’apparition de l’être de l’étant, et en ce sens une autre forme de l’oubli de l’être.
La métaphysique de Nietzsche parce qu'elle est une métaphysique est un authentique « nihilisme » comme les autres métaphysiques, c'est pourquoi Nietzsche ne surmonte pas le « nihilisme », bien au contraire. Devenu une valeur (force, vérité, volonté), l'être en tant que tel a désormais disparu des écrans et la métaphysique de Nietzsche présente les caractères du nihilisme accompli. Le « Nihilisme accompli » de sa position interdira à Nietzsche de saisir l'essence du nihilisme.
Si la métaphysique de la Volonté de puissance est l'aboutissement du nihilisme authentique, le nihilisme règne néanmoins dans toute la métaphysique antérieure en tant que pensée représentative dont le premier germe se situe dans « l'idea » platonicienne, d'où Heidegger est amené à conclure que la métaphysique en tant que métaphysique est l'authentique nihilisme.
Le constat de la « vaporisation de l'être », est dressé dans l’Introduction à la métaphysique, ainsi que celui du fait singulier que le mot n'est plus qu'un mot vide, que l'être ne nous est plus rien, et ce constat constitue la signature avérée « du nihilisme à son comble ».

### L'autre commencement et la fin de la métaphysique
L'idée d'un autre commencement de la philosophie et d'un épuisement de la métaphysique n'interviendra qu'après Être et Temps, après le « tournant ». Jusqu'alors, il n'avait été question que d'un approfondissement par la répétition de la « question de l'être » dans les formes où cette question avait toujours été posée, c'est-à-dire, « qu'en est-il de l'être de l'étant » ?
Dans son introduction à Essais et conférences, Jean Beaufret rappelle le refus de Heidegger de qualifier sa pensée de « philosophie » pour la raison que son questionnement ambitionne de remonter en deçà de la métaphysique, donc en deçà de la philosophie, dans la pensée des tout premiers penseurs, et dans la foulée d'exposer quelque chose qui serait resté en retrait, perdu de vue, chose qui justement a rendu possible et nécessaire à partir de Platon et d'Aristote le développement de la métaphysique.
Si pour tous les philosophes, les anciens Grecs ont tenu une grande place, c'est seulement parce que chez Heidegger ils sont perçus comme les initiateurs et les penseurs originaires, au plein sens du terme, comme le montre les Essais et conférences, et comme le souligne Jean Beaufret, ils représentent ceux vers lesquels il faut se tourner pour retrouver dans la « Répétition », le point inaugural d'un autre chemin possible de la pensée, d'un autre commencement.

### La conférenceTemps et Être
Cette Conférence Temps et Être qui fit date dans la réception de la pensée de Martin Heidegger, a été prononcée à Fribourg le 31 janvier 1962. Elle fut ainsi dénommée en référence à la troisième section manquante de la première partie d'Être et Temps. Il s'y est agi de poursuivre le cheminement dans « la question directrice » ouverte dans le premier volume, 34 ans plus tôt, qui a trait à la connexion entre l'être et le temps, question directrice que Jean Greisch, résume ainsi : « l'ontologie traditionnelle a-t-elle réussi à associer l'interprétation de l'être et du phénomène du temps ? ».

## L'art et la parole poétique

### La critique de l'esthétique
Heidegger récuse l'esthétique traditionnelle qui consiste à « appréhender l'œuvre d'art du point de vue de son retentissement affectif sur celui qui la contemple ». Heidegger rejette aussi l'idée que l'œuvre d'art puisse représenter autre chose qu'elle-même, qu'elle soit allégorie, qu'elle représente de manière sensible l'idéal insensible, l'esprit ou les valeurs. Pour Heidegger « l'œuvre d'art ne présente jamais rien, et cela pour cette simple raison qu'elle n'a rien à présenter, étant elle-même ce qui crée d'abord ce qui entre pour la première fois grâce à elle dans l'ouvert » écrit Alain Boutot.
Le problème de l'art fait son apparition, pour la première fois, avec la conférence sur L'origine de l'œuvre d'art Der Ursprung des Kunstwerkes, prononcée à Fribourg-en-Brisgau en novembre 1935, renouvelée en janvier 1936 à l’Université de Zurich. Le texte définitif appartient au cycle de trois conférences prononcées les 17 et 24 novembre et le 4 décembre 1936 à l’Université de Francfort, traduit par Wolfgang Brokmeier dans Chemins qui ne mènent nulle part, en allemand les Holzwege. Hans-Georg Gadamer qui y assista révèle, combien cette conférence fit sensation en raison de « la conceptualité inouïe et surprenante qui osait s'élever autour de ce thème », où il était question de « Monde », mais aussi en contrepoint de « Terre », mots qui résonnaient « d'une tonalité mythique et gnostique », du ciel et de la terre et aussi, du combat entre les deux.

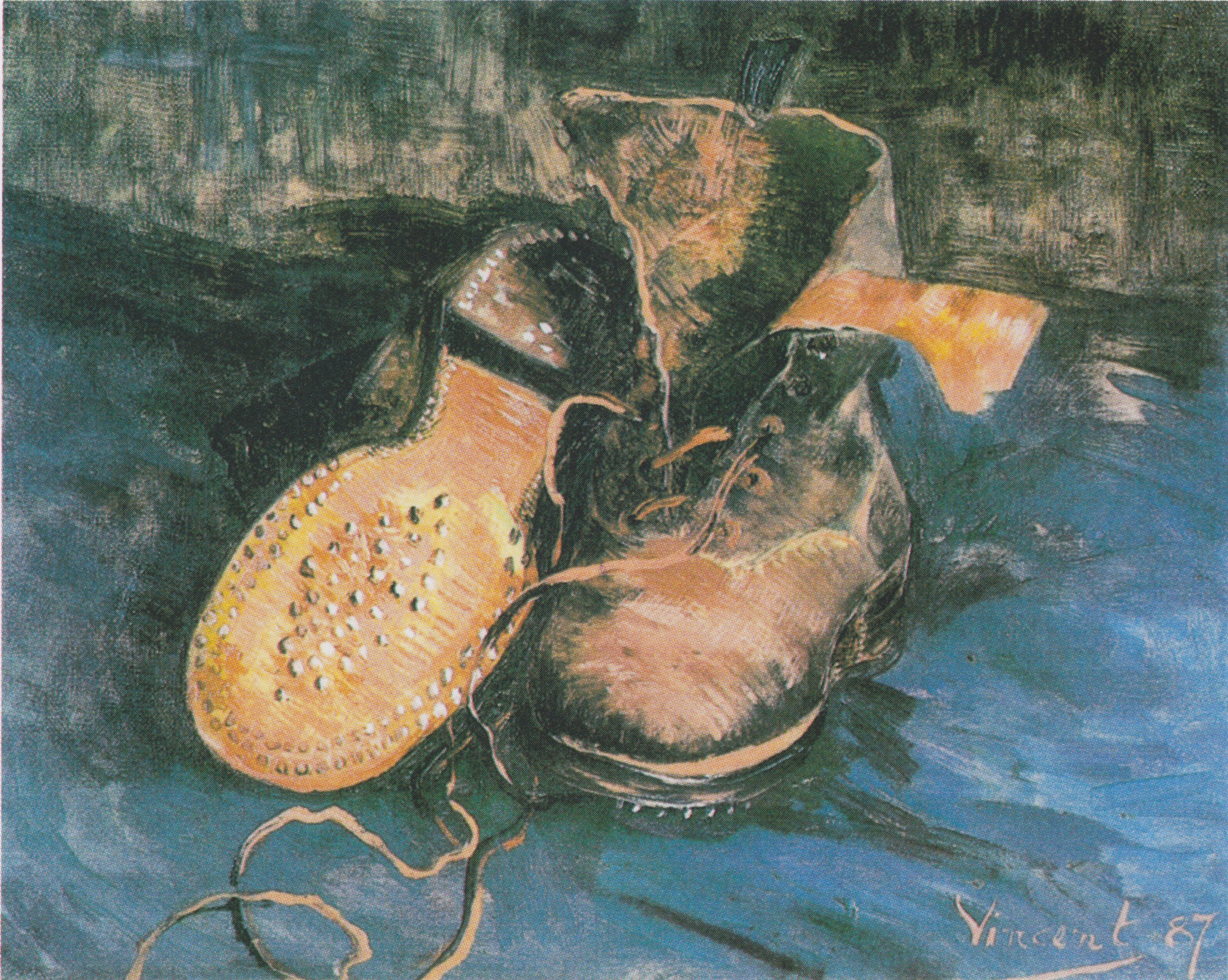
Van Gogh - Les souliers.

### L'œuvre d'art comme dévoilement
Heidegger présente l'œuvre d'art comme une puissance qui ouvre et « installe un monde ». Dans Être et Temps, la mondéité du monde (ce qui fait qu'un monde est monde, son essence) se montrait à travers la rupture accidentelle de la chaîne des renvois. Sur ce sujet, Christian Dubois écrit « ce qui dans Être et Temps, montrait fugitivement, la « mondéité » du monde à même l'outil cassé, inopportun ou manquant, se montre cette fois à partir du tableau qui révèle un monde et une « terre » » ; l'œuvre d'art, quant à elle, livre sa vérité, en avançant librement à l'horizon du monde, qu'elle ouvre, étroitement liée à la « terre mère », comme autour des œuvres que constituent par exemple, l'irruption d'un temple grec dans la campagne sicilienne ou de simples souliers usagés dans le tableau de Van Gogh. Par comparaison ce qui demandait, dans Être et Temps, dans le monde ambiant de la quotidienneté, un effort de l'observateur, une véritable expertise phénoménologique de l'outil, pour pouvoir dépasser les simples caractéristiques sensibles de la « chose » et y reconnaître péniblement l'ouverture d'un monde (celui de l'artisan par exemple), est maintenant directement révélé et dévoilé dans toute sa profondeur par la magie de l'art. L'apparence s'est maintenant renversée, ce n'est plus l'outil, en l'occurrence la paire de souliers, et l'être de cet outil qui révèlerait le monde, mais le « tableau-monde » qui nous révèle l'être de cette paire de souliers.

### L'art et la Vérité

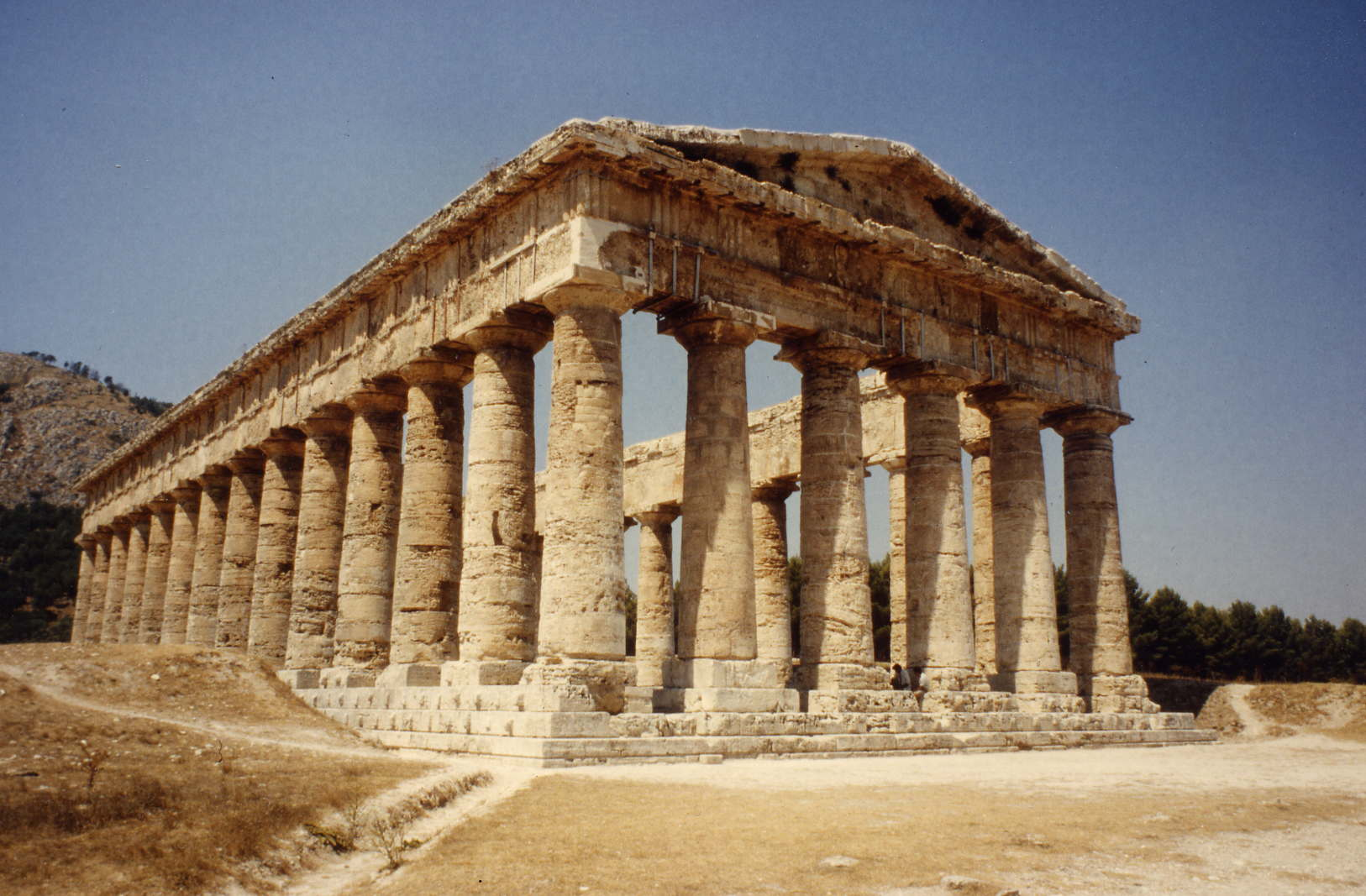
Segesta (1)

C'est la rencontre d'un « temple grec », autrement dit, en partant d'une « œuvre d'art » singulière que Heidegger dans sa conférence, prend comme point de départ, qu'il développe son analyse de l'être de l'œuvre d'art. Dans un texte célèbre entièrement repris par Alain Boutot, Heidegger décrit comment avec le temple grec, son dieu, le rassemblement de toutes « choses » et ses liens avec la destinée humaine, un monde s'ordonne et « tandis qu'un monde s'ouvre, toutes « choses » reçoivent leur mouvement et leur repos, leur éloignement et leur proximité, leur ampleur et leur étroitesse ».
La pensée d'Heidegger nous dit Hadrien France-Lanord manifeste ici « une mutation quant au déploiement de l'être de la vérité » que l'on constate à partir de 1930. À ce stade de sa pensée, la vérité de l'« être-œuvre » qui va se faire jour est moins le résultat d'un effort de la connaissance humaine, d'une éducation du goût, que d'un décèlement (un dévoilement), une alètheia, dans la terminologie grecque vers laquelle Heidegger se tourne à partir de son cours sur L'introduction à la métaphysique, qui révèle le sens profond de la technè. L'artiste n'a pas une claire conscience de ce qu'il veut faire, seul le « tout fera l'œuvre ». L'œuvre d'art n'est pas un outil, elle n'est pas une simple représentation mais la manifestation de la vérité profonde d'une chose : « ainsi du temple grec qui met en place un monde et révèle une terre, le matériau qui la constitue, un lieu où elle s'impose (la colline pour le temple), et le fondement secret, voilé et oublié de toute chose ».
« L'art dans l'œuvre, porte l'être à la tenue et au paraître comme étant » selon Heidegger dans Introduction à la métaphysique, cité par Gérard Guest. Avec une grande puissance d'évocation dans le texte cité plus haut à propos du temple grec, il évoque la capacité rassemblante de l'œuvre d'art sur les quatre, ciel, terre, mortels et dieux, ainsi que la confrontation complexe entre les mouvements contradictoires de dé-couvrement et de recouvrement de l'étant, de brillance et d'obscurcissement, au sein de Ereignis qui avait tant surpris Hans-Georg Gadamer.
Reprenant l'exemple du tableau de Van Gogh sur une paire de souliers usagés, nous étions, nous dit Chritian Dubois « à la recherche de l'être de l'outil (ce que représente la paire de souliers) afin de penser l'être de l'œuvre mais l'œuvre elle-même nous montre ce qu'était l'être de l'outil en l'inscrivant dans son monde. C'est donc à partir de l'œuvre, de sa portée monstrative que l'outil (la paire de souliers) peut être pensée ».

### Le dialogue avec Hölderlin

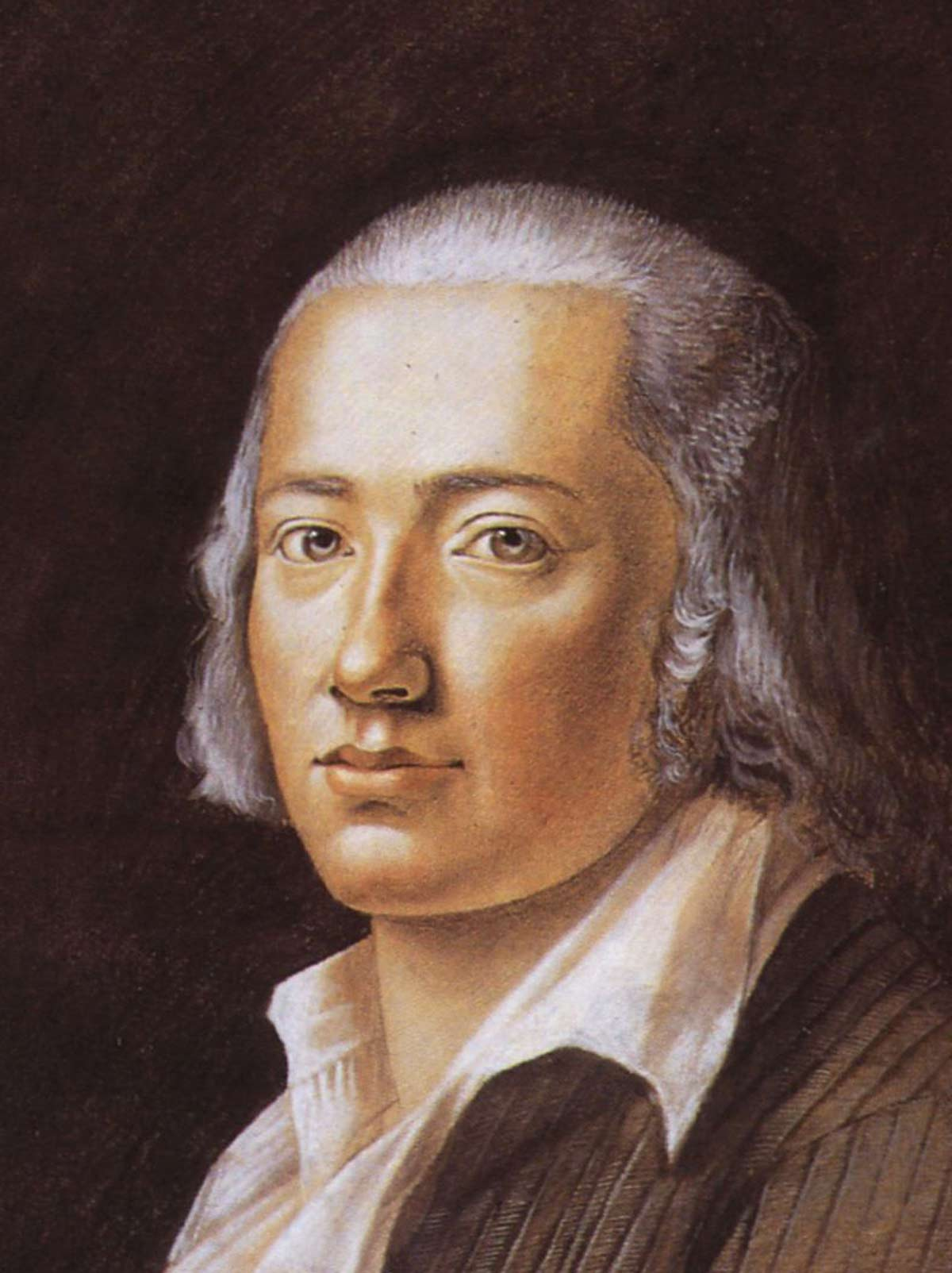
Friedrich Hölderlin, pastel de FK Hiemer, 1792.

Heidegger consacrera, à partir des années 1930 et jusqu’à la fin de sa vie, de nombreuses études à la poésie et notamment à celle de Hölderlin, avec lequel il entreprend un véritable dialogue au sommet. Comme l'écrit Christian Dubois, « on ne saurait exagérer l'importance du poète pour le penseur[...].Le penseur dit l'être ; le poète nomme le « sacré » ».
De cela que le dialogue reste possible entre les deux, Heidegger suggère qu'existe une « commune provenance » note Christian Dubois  et Jean-François Mattéi. « N'est-ce pas plutôt l'être lui-même qui impose cette tonalité initiale à la langue, qu'elle soit celle de Heidegger ou celle de Holderlin, en les accordant l'une à l'autre au sein d'une harmonie fondamentale ? L'analyse de Heidegger incline vers cette solution en orientant dès le départ la recherche vers l'origine-« l'Être »-qui donne à penser dans sa tonalité propre. ».
Le penseur va tenter de définir ce « lieu métaphysique », par où parle la langue commune, la langue de l'« Être », du penseur et du poète, « qui rend possible la reprise pensante de la parole du poète » et qu'il qualifiera de « temporalité essentielle ». Ainsi, dans l'interprétation heideggerienne, le poème : La Germanie, est tout entier « tendu vers l'origine, ce poème laisse pressentir le commencement ».
Il s'agit là, pour le Dasein, dans un combat contre lui-même, de s'arracher au quotidien et de se transporter en un saut dans la sphère de la poésie, qui n'est plus ici, un simple moyen d'expression comme le note Jean-François Mattéi « En nous arrachant à la banalité du quotidien et en nous transportant d'un coup, comme par un saut, dans la sphère de la puissance de la poésie. C'est donc à la suite d'un combat contre nous-mêmes et contre notre tendance à voir dans le poème un objet neutre offert à la vision ou à l'audition parce qu'il ne serait rien d'autre qu'un moyen d'expression,.. »
En 1959, Heidegger publie Acheminement vers la parole, recueil de conférences méditant la Sprache, la parole à partir de Hölderlin, Georg Trakl, Stefan George et Novalis. L'ouvrage est dédié au poète français René Char, que Heidegger lit et rencontre : « pour René Char, en remerciement de l'habitation poétique toute proche au temps des séminaires du Thor / avec le salut de l'amitié ». Enfin, en 1967, puis en 1970, Heidegger assiste à Fribourg aux lectures de Paul Celan.

### L'uniquadrité, das Geviert
C'est progressivement, au contact de la poésie du poète Hölderlin, et dans une ultime étape que la question d'origine d’Être et Temps, comme question du « sens de l'être », s'est vue débordée, par la question du Monde qui se déploiera, à son tour, dans le concept d'uniquadrité, das Geviert  comme si la « quadrité », l'enlacement des quatre puissances élémentaires, à savoir la terre, le ciel, les divins et les mortels, était la « loi primordiale de l'être »,.
Jean-François Mattéi, s'applique, à en recenser les multiples formes historiques tout au long de son livre. Avec les puissances élémentaires que sont ses cieux, ses mortels, sa terre et son ciel, que Heidegger dégage avec une particulière netteté dans sa Conférence sur l'origine de l'œuvre d'art, il semble poursuivre cette longue tradition. Or il introduit, avec le jeu de ces quatre puissances, une véritable novation, car il ne s'agit plus pour lui d'exposer statiquement des formes irréductibles de l'étant, mais de décrire, pour la première fois dans l'histoire de la philosophie, et au sein même de l'être, dans l'Ereignis (voir Apports à la philosophie : De l'avenance), la tension et la lutte qu'elles s'y livrent. Cette lutte révèle selon l'expression de Gérard Guest, une structure mouvementée de l'événement (Avènement ou Ereignis) de l'être (voir Apports à la philosophie : De l'avenance).

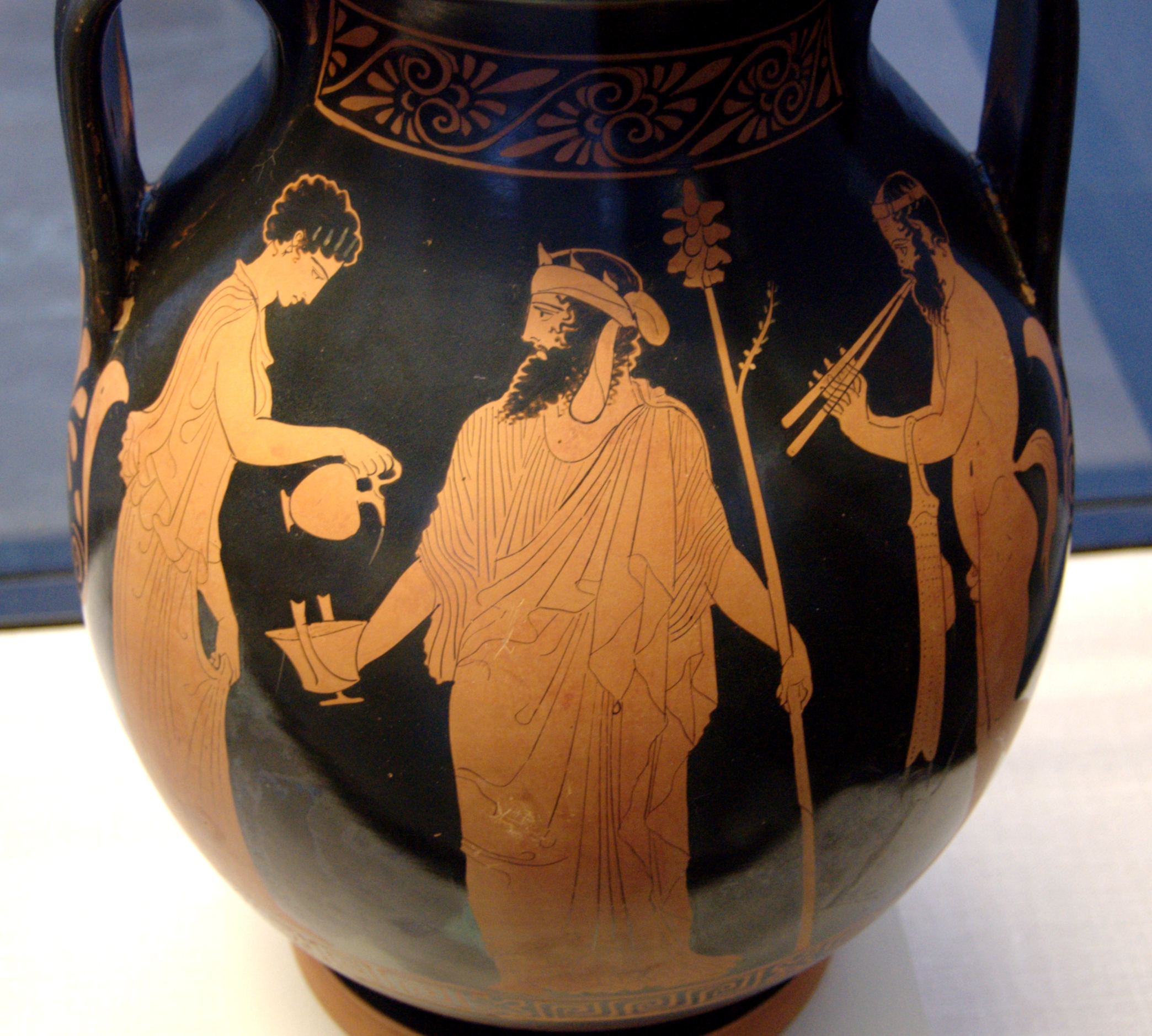
Libations dionysiaques

Dans son interrogation sur l'être de la chose, Heidegger s'ingénie à décrire tout un spectacle cosmique caché. La chose n'est plus un simple objet inerte mais peut, en tant que chose, et du point de vue du Dasein, posséder une fonction dans cet ordre métaphysique.
Ainsi d'une cruche dans le monde grec archaïque, que Heidegger ne voit pas simplement comme un récipient formé à partir de la terre mise en forme par un potier, mais comme une chose qui déploie son être dans le versement de ce qui est offert. Par là, l'utilité triviale de cette cruche, celle qui nous vient immédiatement à l'esprit, ne dit pas tout de son être.
« Dans l'eau versée, nous dit Heidegger inspiré, la source s'attarde ; dans la source, les roches demeurent présentes, et, en celles-ci, le lourd sommeil de la terre qui reçoit du ciel la pluie et la rosée. Les noces du ciel et de la terre sont présentes dans l'eau de la source ». L'eau peut être offerte aux hommes comme une offrande aux dieux. « Dans le versement du liquide offert, la terre et le ciel, les divins et les mortels sont ensemble présents ». L'ouverture à l'être dépasse l'homme, elle recompose la totalité de l'être. C'est ce que Heidegger nomme le Quadriparti :  « la commune présence de la terre, du ciel, des hommes et des dieux » citation mise en exergue par Alain Boutot.
« La chose déploie son être en rassemblant. Rassemblant, elle fait demeurer ensemble la terre et le ciel, les divins et les mortels ». La simple saisie de la « choséité de la chose » nous ouvre à la totalité de présence de l'être. « Le quadriparti uni du ciel et de la terre, des divins et des mortels, qui est mis en demeure dans le déploiement jusqu'à elles-mêmes des choses, nous l'appelons le Monde ».

## La question de la technique

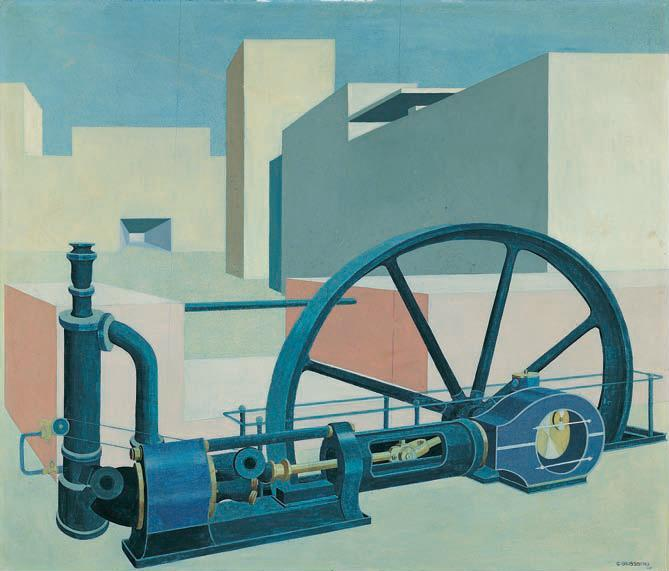
Carl Grossberg Komposition mit Turbine 1929

La « question de la technique », dont le titre était Gestell, parue dans Essais et conférences, appartient au cycle des conférences dites de Brême.
Jacques Taminiaux débute sa contribution au Cahier de l'Herne par le constat qu'il est « Impossible de faire droit à la méditation de Heidegger sur la technique sans s'enquérir des liens qui l'unissent à la seule tâche de son long cheminement de pensée que Être et Temps appelait, la question du sens de l'être ». Franco Volpi relève que, sur ce chemin, « dans la dernière phase de sa pensée, il aboutit à la thèse de la fin de la métaphysique, laquelle serait désormais passée dans l'essence de la technique moderne : celle-ci serait l'accomplissement de la métaphysique, « la métaphysique comme préhistoire de la technique » ».
Pour Heidegger, la « technique »  ou techné  qui nous vient du grec τέχνη, est à l'origine un mode de « décèlement » (dévoilement, l'action de faire venir hors du retrait) de l'étant, et pas du tout, comme nous l'entendons habituellement, un assemblage de moyens de production visant à accroître un rendement. André Préau, dans  essais et conférences, traduit Gestell par « Arraisonnement » et François Fédier par « dispositif ».
Heidegger comprend ainsi l'essence de la « technique » comme un certain destin de l'être et de l'« histoire de la vérité de l'être » , un moment dans cette histoire (voir Essence de la Vérité - Heidegger). Il s'appuie sur la conception grecque de la techné comme poésis, ποίησις, c'est-à-dire tout d'abord un savoir et un savoir anticipateur celui de l'artisan qui devient le modèle. Le point décisif est que la techné, τέχνη, est dans la vision que propose Heidegger, moins un « fabriquer », qu'un « déceler », « la production fait venir hors du retrait dans le non-retrait » ; la « Technique », au sens qu'elle prend chez Heidegger, redevient ainsi étymologiquement un mode spécifique du décèlement de l'étant. Seule une pensée instruite par un retour aux Grecs, donc ouverte à l'Alètheia, est à même de penser l'essence de la technique.
Le trait caractéristique de ce décèlement n'est pas la production mais la « réquisition », la production moderne, dans le règne de la « technique » devient ce processus par lequel un ensemble articulé complet mobilise tout étant, le met en demeure et en réserve pour la consommation. L'étant est décelé, non comme ayant la dignité et le maintien d'une « chose », en soi, mais comme stock disponible, indifférencié, son « caractère de chose et d'objectivité » s'effacent devant sa disponibilité, sa « valeur utilitaire ». Le Gestell, ou dispositif, est l'essence de la technique, mais de la technique vue comme destin du décèlement, en cela le Gestell porte à son comble l'oubli de l'être enclenché par la métaphysique et sa forme ultime la Volonté de puissance. Nous sommes à l'époque où « Sous le signe de la science positive et de son application technique, cet oubli se précipite vers son achèvement, ne laissant plus rien subsister à côté de lui qui puisse bénéficier d'un être plus authentique dans quelque monde réservé au « sacré » , à l'« indemne » ».
Pour autant, l'homme n'est pas le maître de la « technique », il en est tout au plus le fonctionnaire, pour Alain Boutot « Dominant tous les secteurs de l'étant, Heidegger voit la Technique, en tant qu'arraisonnement, comme un envoi du destin, une époque de l'histoire de l'être qui correspond au commencement de l'achèvement de la métaphysique des Temps modernes ».
L'homme, lui-même, est pris dans l'engrenage de cet arraisonnement et cela à un double titre. D'une part, il fait partie au même titre que tout autre étant, du « fonds » disponible, débusqué par le principe de calculabilité intégrale : ainsi parle-t-on de « capital ou même de matériel humain » ou encore de « l'effectif des malades d'une clinique », d'autre part, l'homme est lui-même tenu de sommer la nature, la contraindre et la plier à ses besoins. Le garde forestier est requis d'abattre le bois pour que soit livrée la cellulose réclamée pour fabriquer le papier nécessaire aux journaux. Parce que l'homme peut lui-même, dans une longue nuit, entrer dans le champ de la disponibilité de la comparaison et de l'évaluation, la technique en tant que dispositif général devient quelque chose de dangereux. L'espoir de Heidegger qui attribue à ce Ge-stell une tête de Janus, Januskopf, est que ce déferlement de la technique et de la volonté de puissance enclenche par ses excès une réaction salutaire du Dasein.

« Mais là où est le péril, croît aussi ce qui sauve »

— Hölderlin, Patmos, en Question IV

## La pensée à venir
« La pensée à venir » est une expression, utilisée comme titre d'ouvrage, par Françoise Dastur, expression qu'elle a, elle-même, chez Heidegger.

### La Lettre sur l'humanisme

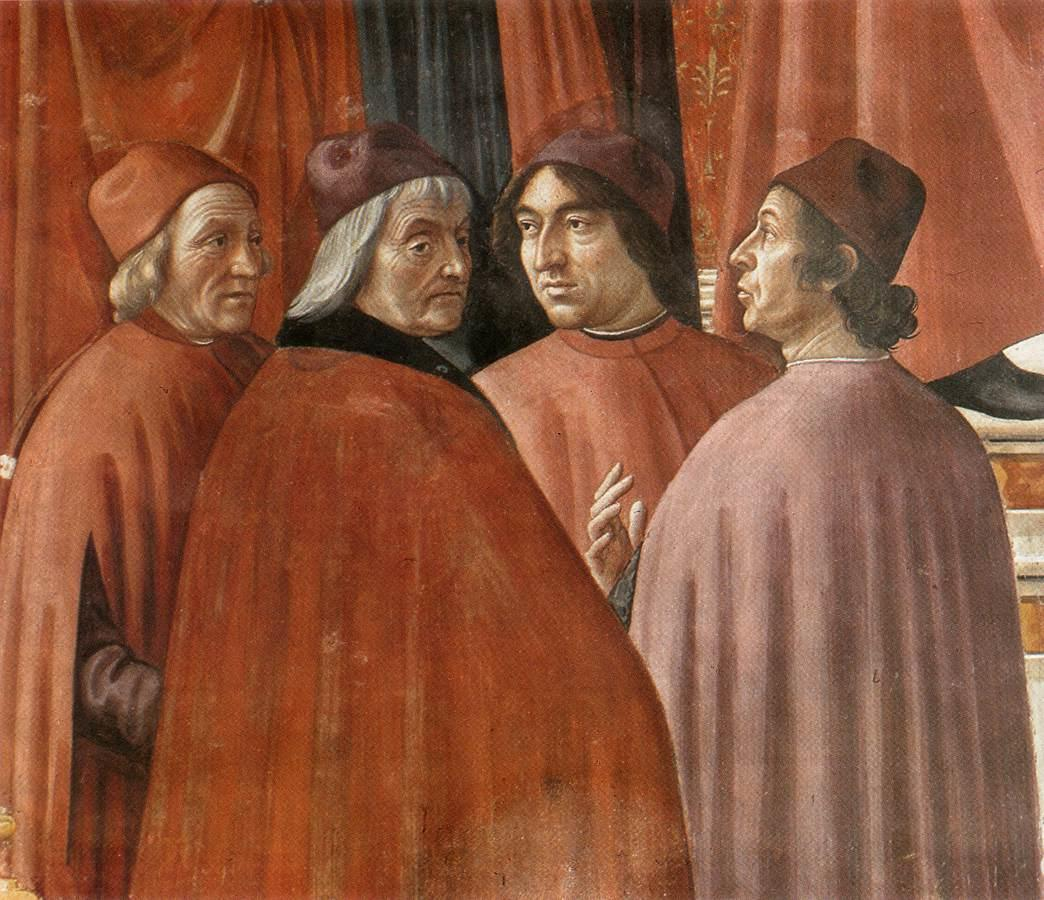
Quatre philosophes humanistes pensionnés par les Médicis : Marsile Ficin, Cristoforo Landino, Ange Politien et Démétrios Chalcondyle (fresque de Domenico Ghirlandaio).

Cette lettre, de 1946, intitulée Lettre sur l'humanisme, über den humanismus , adressée à Jean Beaufret qui le questionnait sur le sens du mot « humanisme », dans le chaos de l'après-guerre, donne l'occasion à Heidegger de revenir après s'être demandé « comment et à partir de quoi se détermine l'essence de l'homme ? », sur le sens qu'il convient de donner au terme d'existence.
Jusque-là, les grands existentiaux d'Être et Temps étaient interprétés dans un sens « anthropologico-existentiel », d'où l'importance herméneutique de la « Lettre » qui a permis de redresser de graves erreurs d'interprétation de sa pensée, en mettant l'accent sur ce qui en fait le fond à savoir, l'« Être ». Avec la « Lettre », des formules propres à frapper les esprits, comme « l'homme est le berger de l'être » ou « l'essence de l'homme n'est rien d'humain », « le langage est la maison de l'être », un profil nouveau de l'homme se dessine qui tranche sur l'humanisme ambiant, celui de Karl Jaspers comme celui de Jean-Paul Sartre.
Roger Munier, note que si l'analytique développée dans Être et Temps porte le nom « d'existentiale » et non « d'existentielle », c'est peut-être bien pour indiquer que cette description de l'être de l'homme « n'a pas sa fin en elle-même, mais est ordonnée toute [sic] entière à l'expérience de l'être ». Heidegger insiste particulièrement sur ce qui le différencie de l'existentialisme de Jean-Paul Sartre ; le Dasein n'est plus le sujet existant, ni même l'« être-là » de l'existence contingente, mais « cet étant par qui l'Être, a pouvoir d'« être-là » », dans l'éclaircie que le Dasein lui procure. Alain Boutot parle à ce sujet du contresens existentialiste.
L'homme, est l'« être », parmi les « étants », uniquement affecté à l'écoute de l'« Être » ; dépouillé de toute substantialité, il lui est interdit d'établir fermement, en toute sûreté, sa demeure au sein de l'étant. À ce sujet la Lettre reprend l'un des traits les plus obscurs qui avait été avancé dans Être et Temps à savoir que pour l'homme tout établissement, toute familiarité avec le monde, est contre toute évidence, un mode caché de l'étrangeté, de l'Unheimlichkeit, au sens où l'homme ne trouve jamais son chez-soi, et que le « ne pas être chez-soi », son errance, appartient essentiellement à son « être au monde »,.
De Héraclite l'« obscur », est repris l'une de ses paroles fondamentales, « Ici aussi les dieux sont présents »,, qui rappelle la présence du divin, le « daïmon », partout, y compris au séjour le plus familier de l'homme, devant son foyer, c'est-à-dire selon l'interprétation de Heidegger que, là aussi, il y a de « l'insolite et de la déchirure » dont l'homme ne peut absolument pas s'abstraire et qui empêche la vie de jouir en toute quiétude d'elle-même. La pensée qui pense ainsi le séjour de l'homme, comme errance et ouverture à l'étrangeté, est la vérité de l'Éthique, l'homme ne peut constitutivement se renfermer sur lui-même.
Face à cette absence de fondement ontologique, Heidegger ne trouvera de secours que chez Hölderlin, dont il interprétera les Hymnes comme un chemin possible pour l'homme : recréer des liens avec l'Être et l'humanité par la magie de la « poésie », mais d'une « poésie », entendue au sens grec, celle qui décèle et dévoile. La Lettre sur l'humanisme se faisait l'écho, mais les contemporains ne le savaient pas, des thèmes souterrains développés dans les traités demeurés secrets restés impubliés jusqu'en 1989.

### La pensée de l'Ereignis
Le « tournant », ou « die Kehre », correspond à cette période fondamentale des années 1930, où « Heidegger va développer sous le nom d'Ereignis une nouvelle conception de l'être, considéré non plus comme le fondement de l'étant, mais comme le déploiement de l'éclaircie à partir d'une occultation abyssale ». Pour Hans-Georg Gadamer, « c'est le nouveau déclenchement de la question de l'être, que Être et Temps s'était fixé comme objectif et qui devait nécessairement faire sauter le cadre de la science comme celui de la métaphysique ».
Ereignis est le mot clef de la méditation de Heidegger, depuis le milieu des années 1930 ; il apparaît nommément dans le titre du livre majeur de cette période, Beiträge zur Philosophie (Vom Ereignis) qui a été traduit par François Fédier par Apports à la Philosophie (De l'avenance) , entièrement consacré à la saisie de l'histoire de l'Être dans son advenue, ses mouvements et ses retraits tout au long d'une sextuple « fugue », « flexions » ou « nervures » que Heidegger met patiemment à jour.

### L'homme habite en«poète»
« L'homme habite en poète », est un vers emprunté à un poème de Hölderlin dont l'interprétation va permettre au second Heidegger, celui d'après le tournant, de compléter et d'approfondir sa nouvelle approche du Dasein humain.
L’« habiter », dont il est question ici a déjà pris le sens dans la conférence Bâtir, habiter, penser, de l'être entier de l'homme, car il s'agit de la manière dont l'homme déploie son être ; l'étymologie du mot allemand bauen, conserve encore au terme « habiter » le sens, par extension de mode selon lequel les mortels sont sur terre.
La « poésie », au sens de Hölderlin, ignore le sens esthétique courant, pour se rapprocher de l'acception grecque d’« un faire », « Poïesis » ou ποίησις, soit dans le poème dont il est question « un bâtir », et plus précisément d’un « faire habiter » en disposant (en prenant mesure). Ce rôle qui consiste à prendre la mesure pour autoriser « l'habiter » de l'homme va appartenir dans le dernier Heidegger, en propre au poète.
Il ne suffit pas à l'homme de s'affairer, de construire, de cultiver, il ne peut « habiter humainement » que là où le poète a déjà pris la mesure du monde.
« Bâtir-habiter », c'est ouvrir l'espace propre à l'être de l'homme, c'est-à-dire le « Quadriparti ».
Cette dernière, notion, l'une des plus énigmatiques de toute la pensée heideggerienne, identifie « l'habiter » le plus authentique à « l'exister » de l'homme dans un « espace métaphysique » qui relie la terre au ciel, les divins aux mortels, sans qu'aucune transcendance, ni dualité ne viennent briser ce lien premier et fondamental.

### La pensée du dernier dieu
C'est dans les Apports à la philosophie : De l'avenance, qu'intervient cette expression de dernier dieu et plus précisément, selon la traduction de Gérard Guest, l'expression obscure de « la passée du dernier dieu » Vorbeigang des letzen Gottes, qui ne fait référence à aucun des dieux connus, et particulièrement pas au Dieu chrétien.
Il y est question du divin, c'est-à-dire, la plénitude, l'indemne, en tant que ce divin, accompagne créateurs et poètes dans l'installation et la configuration des mondes successifs. Ces dieux, Hölderlin les voit maintenant en fuite et la plainte sur leur absence est devenue universelle. Ces dieux qui ne sont plus là, ou pas encore là, nous ne savons pas, en raison de leur éloignement, s'ils nous fuient ou s'ils se rapprochent de nous et à quelle vitesse, mais ce que Heidegger nous dit c'est que leur absence, ce « deuil sacré » de l'absence est aussi par le fait une présence et que c'est peut-être cela seul que nous devons espérer et que cela seul constitue une parousie bien comprise. Les dieux passés sont passés et nous n'avons que leur ombre, d'autres dieux passent sans doute, mais dans nos affairements nous ne sommes pas en état de les voir. C'est cette incapacité que Heidegger qualifie de désarroi du délaissement, désarroi d'autant plus profond qu'il ne se sait pas désarroi.
Il faut des « éveilleurs », des philosophes, des penseurs ou des poètes qui, parce qu'ils ont eux-mêmes pris conscience de ce délaissement et expérimenté le désespoir, travaillent à transporter les êtres humains jusqu'à cet entre-deux, entre la confusion oppressante et le dieu passé. Cet entre-deux n'est plus la transcendance mais au contraire l'ouverture à la vérité de l'Être. Heidegger s'inspire nettement de l'attitude du chrétien éveillé par Paul devant l'imminence de la Parousie, incertaine quant au jour et à l'heure, voir à ce propos article Phénoménologie de la vie religieuse.

### La pensée du danger en l'Être
Heidegger est le témoin de son époque, si être témoin consiste à sonder les abîmes, à faire face à l’« Événement », jusqu'au point de comprendre et d'exposer ce qui a rendu possible le pire et notamment « l'extermination de l'homme par l'homme » si « le mal ne peut plus être circonscrit à ce qui est moralement mauvais, ni non plus limité à n'être qu'un défaut ou un manquement au sein de l'étant ».
Heidegger, penseur de la technique et du nihilisme, est le premier penseur à avoir envisagé la possibilité d'un danger au sein même de l'« Être », voire une certaine malignité en son sein sous la forme de la dissimulation du danger, dissimulation qui appartient à l'essence même de la technique, « être », quasiment sacré que toute la tradition s'est attachée à innocenter de toute responsabilité quant à l'existence du mal, dans le droit fil de la tradition chrétienne, à l'inverse de la vision combien plus réaliste et tragique des grecs, voir sur ce sujet, les tragédies de Sophocle.
Pensons au thème si prégnant du concept grec d'outrepassement, de l'Hybris, du dépassement des bornes de la simple prudence, qui enclenche systématiquement la fureur des Érinyes vengeresses. Le thème du « danger en l'Être » auquel l'homme oppose, pour s'en protéger, une contre-violence organisationnelle où sa science domine, nous dit Gérard Guest, la pensée des « traités impubliés ». Retourner aux grecs, c'est pour Heidegger retrouver cette expérience originelle,.
Hannah Arendt, a présenté, comme exemple patent de la duplicité de l'être, la question du « crime bureaucratique » et de la banalité du mal dans les sociétés totalitaires (Eichmann à Jérusalem. Rapport sur la banalité du mal).

Il resterait donc à redouter avec Heidegger :

« Mit dem Heilen zumal erscheint in der Lichtung des Seins das Böse. Avec l'Indemne tout ensemble apparaît dans l'éclaircie de l'Être, le mal »

— Heidegger, Lettre sur l'humanisme

### La fin de la philosophie et l'autre commencement
Cette idée qu'il puisse y avoir une fin de la philosophie a heurté beaucoup de commentateurs. Elle n'est pas à comprendre comme un événement après lequel il n'y aurait plus de philosophie possible mais tout au contraire comme le constat que les possibilités les plus extrêmes de la philosophie dans son expression métaphysique ont été réalisées au XXe siècle dans la domination de l'entièreté de l'étant. Cette fin n'est pas une fin mais un aboutissement et l'attestation d'un succès universel de la métaphysique de la « Volonté de Puissance ».
Quant à l'idée d'« un autre commencement », il ne faut pas l'entendre, non plus, en un sens chronologique où un « commencement » succéderait à un « autre commencement », dans un enchaînement causal, car il ne fait signe vers aucune philosophie de l'histoire, ni sur l'idée d'un progrès de l'humanité ou celle d'un déclin, tout ceci appartient en propre à la métaphysique et à son besoin de « calculabilité ». L'autre commencement prétend, par-dessus la métaphysique, reprendre source directement à l'origine, à l'écoute de la dynamique cachée de l'histoire de l'« être ». Il s'agit, de se retourner pour retrouver à travers la « Répétition », le point inaugural d'un autre chemin possible de la pensée, d'un « autre commencement ».« Le premier commencement qu'est la métaphysique n'est pas une « cause », qui à un moment donné de l'histoire, aurait l'autre commencement de la pensée pour « effet », elle est une origine  Ursprung  qui demande à devenir plus « originaire » » écrit Martina Roesner.

### Le rapport à l'histoire
La conception de l'histoire qui avait été conquise dans Être et Temps, et qui pouvait laisser supposer, à tort, à une responsabilité du Dasein dans le processus d'« oubli de l'être », ce processus est maintenant conçu comme un trait de l'être lui-même qui se retirerait pour laisser paraître les étants. l'« oubli de l'être » si souvent évoqué devient le destin de toute l'époque.
Avec le terme Épochè (ἐποχή) qui pour les grecs signifie « rétention » Heidegger nous indique que l'histoire de l'Être, dominante et cachée, est constituée d'époques historiques dont chacune correspond à une modalité propre de rétention de la vérité par l'Être lui-même et que parler de déclin qui impliquerait une responsabilité directe de l'humanité n'a aucun sens.
Notre époque, est celle de l'ère planétaire de la technique, celle qui était déjà en gestation dans la métaphysique naissante de Platon et de Aristote.

### Les traités impubliés 1935-1989
Les « traités impubliés » constituent un ensemble de livres scellés et cachés, destinés et exclus de la publication pendant 50 ans de par la volonté expresse de leur auteur ; ils sont contemporains des grands cours fondateurs publics sur Nietzsche et Hölderlin, Héraclite et Parménide, et furent écrits en secret dans la solitude durant les années les plus sombres de l'histoire de l'Europe avant que commençât leur publication un demi-siècle plus tard, en 1989. Ces traités cachés comptent : les Apports à la philosophie écrits de 1936 à 1938, Besinnung 1938-1939, Metaphysic und Nihilismus 1946-1948, Die Geschichte des Seyns 1938-1940, Über den Anfang 1941, Das Ereignis 1941-1942 et Die Stege des Anfangs 1944.
La traduction de ces livres qui constituent le tout dernier état d'une pensée heideggerienne en constante évolution sur laquelle ils nous éclairent sont attendus. Le premier de ces traités les Beiträge zur Philosophie (Vom Ereignis), traduction française de François Fédier Apports à la Philosophie (De l'avenance)  contestée a été publié chez Gallimard en octobre 2013, 24 ans après l'original allemand.